# Danh sách Nghệ sĩ nhân dân Việt Nam
Nghệ sĩ nhân dân là danh hiệu cao nhất mà nhà nước Việt Nam trao tặng cho những người hoạt động trong lĩnh vực nghệ thuật, cao hơn cả danh hiệu Nghệ sĩ ưu tú. Từ năm 1984 đến 2023, Việt Nam đã tổ chức tất cả 10 đợt trao tặng danh hiệu này, lần lượt vào các năm 1984, 1988, 1993, 1997, 2001, 2007, 2011, 2015, 2019 và 2023 với 573 nghệ sĩ được trao tặng Nghệ sĩ Nhân dân. Trong tổng số Nghệ sĩ nhân dân Việt Nam, có nghệ sĩ Mạnh Linh bị tước danh hiệu vào năm 1996 và nghệ sĩ Y Moan được đặc cách trao tặng danh hiệu vào năm 2010. Dưới đây là danh sách Nghệ sĩ nhân dân Việt Nam đã được phong thưởng theo từng đợt.

## Đợt 1 (1984)
Ngày 25 tháng 1 năm 1984, Chủ tịch Hội đồng Bộ trưởng Phạm Văn Đồng đã ký quyết định số 44-CT phong tặng danh hiệu Nghệ sĩ nhân dân cho tất cả 40 Nghệ sĩ hoạt động trong 4 lĩnh vực: ca nhạc, điện ảnh, múa và sân khấu. Trong lần phong tặng này, có Thanh Huyền là nữ ca sĩ đầu tiên và Trà Giang là diễn viên điện ảnh đầu tiên được trao tặng danh hiệu. Đặc biệt là nghệ sĩ dương cầm gốc Việt Đặng Thái Sơn trở thành nghệ sĩ trẻ tuổi nhất được trao tặng danh hiệu khi anh trở thành Nghệ sĩ nhân dân khi mới 26 tuổi.

### Âm nhạc
| TT | Tên                    | Nghệ danh   | Năm  | Năm      | Hoạt động nghệ thuật | Hoạt động nghệ thuật | Ghi chú | Nguồn                |
| TT | Tên                    | Nghệ danh   | Sinh | Mất      | Vai trò              | Mảng                 | Ghi chú | Nguồn                |
| -- | ---------------------- | ----------- | ---- | -------- | -------------------- | -------------------- | ------- | -------------------- |
| 1  | Lê Văn Bá              | Nam Bá      |      |          | Nghệ sĩ              | Đàn dân tộc          |         | [ 7 ]                |
| 2  | Vũ Tuấn Đức            |             | 1900 | 1982     | Nghệ sĩ              | Đàn dân tộc          | [ a ]   | [ 8 ] [ 9 ]          |
| 3  | Trương Thị Thanh Huyền | Thanh Huyền | 1942 | Còn sống | Nghệ sĩ              | Hát                  | [ b ]   | [ 10 ] [ 11 ]        |
| 4  | Nguyễn Quốc Hương      | Quốc Hương  | 1915 | 1984     | Nghệ sĩ              | Hát                  |         | [ 12 ] [ 13 ]        |
| 5  | Bùi Thị Loan           | Châu Loan   | 1926 | 1972     | Nghệ sĩ              | Ngâm thơ             | [ a ]   | [ 14 ] [ 15 ] [ 16 ] |
| 6  | Đặng Thái Sơn          |             | 1958 | Còn sống | Nghệ sĩ              | Đàn Piano            | [ c ]   | [ 17 ] [ 18 ]        |

### Điện ảnh
| TT | Tên                  | Nghệ danh | Năm  | Năm      | Hoạt động nghệ thuật | Hoạt động nghệ thuật | Ghi chú | Nguồn         |
| TT | Tên                  | Nghệ danh | Sinh | Mất      | Vai trò              | Mảng                 | Ghi chú | Nguồn         |
| -- | -------------------- | --------- | ---- | -------- | -------------------- | -------------------- | ------- | ------------- |
| 7  | Nguyễn Thị Trà Giang | Trà Giang | 1942 | Còn sống | Diễn viên            | Điện ảnh             | [ d ]   | [ 19 ] [ 20 ] |
| 8  | Bùi Đình Hạc         |           | 1934 | 2023     | Đạo diễn             | Phim tài liệu        |         | [ 21 ] [ 22 ] |
| 9  | Phạm Văn Khoa        |           | 1913 | 1992     | Đạo diễn             | Phim truyện          |         | [ 23 ]        |
| 10 | Nguyễn Hải Ninh      | Hải Ninh  | 1931 | 2013     | Đạo diễn             | Phim truyện          |         | [ 24 ]        |
| 11 | Nguyễn Hồng Sến      | Hồng Chi  | 1933 | 1995     | Đạo diễn             | Phim truyện          |         | [ 25 ] [ 26 ] |

### Múa
| TT | Tên              | Nghệ danh  | Năm  | Năm  | Hoạt động nghệ thuật | Hoạt động nghệ thuật | Ghi chú | Nguồn         |
| TT | Tên              | Nghệ danh  | Sinh | Mất  | Vai trò              | Mảng                 | Ghi chú | Nguồn         |
| -- | ---------------- | ---------- | ---- | ---- | -------------------- | -------------------- | ------- | ------------- |
| 12 | Y Brơm           |            | 1940 | 2013 | Biên đạo             | Múa                  |         | [ 27 ] [ 28 ] |
| 13 | Phùng Thị Nhạn   | Phùng Nhạn | 1937 |      | Diễn viên, biên đạo  | Múa                  |         | [ 29 ] [ 30 ] |
| 14 | Nguyễn Đình Thái | Thái Ly    | 1930 | 1992 | Biên đạo             | Múa                  |         | [ 31 ] [ 32 ] |

### Sân khấu
| TT | Tên                | Nghệ danh        | Năm  | Năm      | Hoạt động nghệ thuật | Hoạt động nghệ thuật | Ghi chú | Nguồn         |
| TT | Tên                | Nghệ danh        | Sinh | Mất      | Vai trò              | Mảng                 | Ghi chú | Nguồn         |
| -- | ------------------ | ---------------- | ---- | -------- | -------------------- | -------------------- | ------- | ------------- |
| 15 | Phạm Chương        | Mười Thân        | 1895 | 1978     | Nghệ sĩ              | Tuồng                | [ a ]   | [ 33 ]        |
| 16 | Nguyễn Phương Danh | Tám Danh         | 1901 | 1976     | Nghệ sĩ              | Cải lương            | [ a ]   | [ 33 ] [ 34 ] |
| 17 | Trần Thị Dịu       | Dịu Hương        | 1919 | 1994     | Nghệ sĩ              | Chèo                 |         | [ 35 ] [ 36 ] |
| 18 | Dương Ngọc Đức     |                  | 1930 | 2010     | Đạo diễn             | Kịch nói             |         | [ 37 ]        |
| 19 | Nguyễn Thị Đồ      | Năm Đồ           | 1916 | 1992     | Nghệ sĩ              | Tuồng                |         | [ 38 ] [ 39 ] |
| 20 | Trương Phụng Hảo   | Phùng Há         | 1911 | 2009     | Nghệ sĩ              | Cải lương            |         | [ 40 ] [ 41 ] |
| 21 | Phạm Văn Hai       | Ba Du            | 1904 | 1980     | Nghệ sĩ              | Cải lương            | [ a ]   | [ 42 ] [ 43 ] |
| 22 | Tạ Duy Hiển        |                  | 1889 | 1967     | Nghệ sĩ              | Xiếc                 | [ a ]   | [ 44 ] [ 45 ] |
| 23 | Trần Hoạt          |                  | 1917 |          | Đạo diễn             | Kịch nói             |         | [ 46 ] [ 47 ] |
| 24 | Nguyễn Hiển Lai    | Nguyễn Lai       | 1902 | 1982     | Nghệ sĩ              | Tuồng                | [ a ]   | [ 48 ] [ 49 ] |
| 25 | Trịnh Thị Lan      | Cả Tam           | 1888 | 1971     | Nghệ sĩ              | Chèo                 | [ a ]   | [ 50 ] [ 51 ] |
| 26 | Ngô Thị Trị        | Ngô Thị Liễu     | 1905 | 1984     | Nghệ sĩ              | Tuồng                |         | [ 52 ] [ 53 ] |
| 27 | Nguyễn Văn Bình    | Ngô Y Linh       | 1929 | 1978     | Đạo diễn             | Kịch nói             | [ a ]   | [ 54 ] [ 55 ] |
| 28 | Đào Mộng Long      |                  | 1915 | 2006     | Nghệ sĩ              | Kịch nói             |         | [ 56 ] [ 57 ] |
| 29 | Nguyễn Thứ Lễ      | Thế Lữ           | 1907 | 1989     | Nghệ sĩ              | Kịch nói             |         | [ 58 ] [ 59 ] |
| 30 | Tống Văn Ngũ       | Năm Ngũ          | 1900 | 1983     | Nghệ sĩ              | Chèo                 | [ a ]   | [ 60 ]        |
| 31 | Phạm Thị Nghĩa     | Song Kim         | 1913 | 2008     | Nghệ sĩ              | Kịch nói             |         | [ 61 ] [ 36 ] |
| 32 | Nguyễn Xuân Kim    | Sỹ Tiến          | 1916 | 1982     | Nghệ sĩ              | Cải lương            | [ a ]   | [ 62 ] [ 63 ] |
| 33 | Nguyễn Thủ         | Nguyễn Nho Túy   | 1898 | 1977     | Nghệ sĩ              | Tuồng                | [ a ]   | [ 68 ]        |
| 34 | Dương Văn Được     | Dương Ngọc Thạch | 1917 | 2013     | Nghệ sĩ              | Cải lương            |         | [ 69 ] [ 70 ] |
| 35 | Vũ Thị Lệ Thi      | Lệ Thi           | 1925 | Còn sống | Nghệ sĩ              | Dân ca kịch          |         | [ 71 ] [ 72 ] |
| 36 | Nguyễn Văn Thịnh   | Trùm Thịnh       | 1883 | 1973     | Nghệ sĩ              | Chèo                 | [ a ]   | [ 73 ] [ 74 ] |
| 37 | Phạm Hữu Lộc       | Can Trường       | 1930 | 1977     | Nghệ sĩ              | Kịch nói             | [ a ]   | [ 75 ] [ 76 ] |
| 38 | Vũ Thị Định        | Hoa Tâm          | 1906 | 1986     | Nghệ sĩ              | Chèo                 |         | [ 69 ] [ 77 ] |
| 39 | Lê Long Vân        | Ba Vân           | 1908 | 1988     | Nghệ sĩ              | Cải lương            |         | [ 78 ] [ 79 ] |
| 40 | Nguyễn Thị Vóc     | Bạch Trà         | 1919 | 1997     | Nghệ sĩ              | Tuồng                |         | [ 80 ] [ 36 ] |

## Đợt 2 (1988)
Ngày 11 tháng 11 năm 1988, Chủ tịch Hội đồng Nhà nước Võ Chí Công đã ký quyết định số 172KT/HĐNN trao tặng danh hiệu Nghệ sĩ nhân dân cho 13 nghệ sĩ trong đợt phong thưởng thứ 2 này. Sáng ngày 7 tháng 12 cùng năm, Bộ Văn hóa đã tổ chức họp báo để chính thức công bố về danh sách nghệ sĩ được trao tặng danh hiệu. Trong đợt trao thưởng này có nhạc trưởng Đinh Ngọc Liên, chỉ huy đầu tiên của Đoàn Quân nhạc Việt Nam. Ông đã trở thành Nghệ sĩ nhân dân đầu tiên của Quân đội nhân dân Việt Nam.
Mặc dù là đợt phong thưởng có số lượng ít nhất, nhưng trong số 13 nghệ sĩ nhận danh hiệu vào năm 1988 đã có một trường hợp bị tước danh hiệu, đó là nghệ sĩ kịch nói Mạnh Linh (tên thật là Phạm Văn Lạng) khi ông đã bị phán án tù vào năm 1996. Cho đến nay, đây vẫn là trường hợp hi hữu của danh hiệu này.
| TT | Tên                 | Nghệ danh    | Năm  | Năm      | Hoạt động nghệ thuật | Hoạt động nghệ thuật | Ghi chú | Nguồn           |
| TT | Tên                 | Nghệ danh    | Sinh | Mất      | Vai trò              | Mảng                 | Ghi chú | Nguồn           |
| -- | ------------------- | ------------ | ---- | -------- | -------------------- | -------------------- | ------- | --------------- |
| 1  | Nguyễn Đăng Bảy     |              | 1923 | 2007     | Quay phim            | Điện ảnh             |         | [ 86 ] [ 87 ]   |
| 2  | Nguyễn Thành Châu   | Năm Châu     | 1906 | 1977     | Nghệ sĩ              | Cải lương            | [ a ]   | [ 88 ] [ 89 ]   |
| 3  | Hoàng Thị Bạch Điểu | Trúc Quỳnh   | 1922 |          | Nghệ sĩ              | Kịch nói             |         | [ 90 ] [ 76 ]   |
| 4  | Quách Thị Hồ        |              | 1909 | 2001     | Nghệ sĩ              | Ca trù               |         | [ 91 ] [ 92 ]   |
| 5  | Nguyễn Thị Thường   | Thương Huyền | 1923 | 1989     | Nghệ sĩ              | Hát                  |         | [ 11 ] [ 93 ]   |
| 6  | Đinh Ngọc Liên      | Quản Liên    | 1912 | 1991     | Nhạc trưởng          |                      |         | [ 94 ] [ 95 ]   |
| 7  | Phạm Văn Lạng       | Mạnh Linh    | 1929 | ?        | Nghệ sĩ              | Kịch nói             | [ j ]   | [ 96 ] [ 97 ]   |
| 8  | Nguyễn Đình Nghi    |              | 1928 | 2001     | Đạo diễn             | Kịch nói             |         | [ 98 ] [ 76 ]   |
| 9  | Nguyễn Phẩm         | Chánh Phẩm   | 1900 | 1990     | Nghệ sĩ              | Tuồng                |         | [ 99 ] [ 100 ]  |
| 10 | Nguyễn Ngọc Quỳnh   | Ngọc Quỳnh   | 1932 | 2010     | Đạo diễn             | Điện ảnh             |         | [ 101 ] [ 102 ] |
| 11 | Chu Thúy Quỳnh      |              | 1941 | Còn sống | Diễn viên, biên đạo  | Múa                  |         | [ 103 ] [ 104 ] |
| 12 | Võ Sĩ Thừa          |              | 1929 | 2005     | Nghệ sĩ              | Tuồng                |         | [ 105 ] [ 106 ] |
| 13 | Nguyễn Văn Phú      | Trần Vũ      | 1925 | 2010     | Đạo diễn             | Điện ảnh             |         | [ 107 ] [ 108 ] |

## Đợt 3 (1993)
Ngày 14 tháng 1 năm 1993, Chủ tịch nước Lê Đức Anh đã ký quyết định số 64/KT-CTN về việc phong tặng danh hiệu Nghệ sĩ nhân dân cho 39 nghệ sĩ.
| TT | Tên                   | Nghệ danh   | Năm  | Năm      | Hoạt động nghệ thuật | Hoạt động nghệ thuật | Ghi chú | Nguồn           |
| TT | Tên                   | Nghệ danh   | Sinh | Mất      | Vai trò              | Mảng                 | Ghi chú | Nguồn           |
| -- | --------------------- | ----------- | ---- | -------- | -------------------- | -------------------- | ------- | --------------- |
| 1  | Trần Bảng             |             | 1926 | 2023     | Đạo diễn             | Chèo                 |         | [ 109 ] [ 110 ] |
| 2  | Nguyễn Trọng Bằng     | Trọng Bằng  | 1931 | 2022     | Nhạc trưởng          |                      |         | [ 111 ] [ 112 ] |
| 3  | Phùng Huy Bính        |             | 1926 |          | Họa sĩ               | Sân khấu             |         |                 |
| 4  | Trương Đình Bôi       |             | 1930 | 2016     | Nghệ sĩ              | Tuồng                |         | [ 113 ] [ 114 ] |
| 5  | Đoàn Lê Dung          | Lê Dung     | 1951 | 2001     | Nghệ sĩ              | Hát                  |         | [ 115 ] [ 116 ] |
| 6  | Nguyễn Khánh Dư       |             | 1933 | 2007     | Đạo diễn             | Điện ảnh             |         | [ 117 ] [ 118 ] |
| 7  | Vũ Ngọc Dư            |             |      |          | Đạo diễn             | Cải lương            |         |                 |
| 8  | Lê Hữu Đóa            | Lê Đóa      | 1922 | 2008     | Nhạc trưởng          |                      |         | [ 119 ] [ 120 ] |
| 9  | Quách Lương Đống      | Lương Đống  | 1924 | 2011     | Họa sĩ               | Sân khấu             |         | [ 121 ] [ 122 ] |
| 10 | Nguyễn Thị Thanh Hiền | Thu Hiền    | 1952 | Còn sống | Nghệ sĩ              | Hát                  |         | [ 123 ] [ 124 ] |
| 11 | Nguyễn Hồng           |             | 1926 | 2010     | Họa sĩ               | Sân khấu             |         | [ 125 ]         |
| 12 | Đặng Hùng             |             | 1936 | 2022     | Biên đạo             | Múa                  |         | [ 126 ] [ 127 ] |
| 13 | Nguyễn Trọng Khôi     | Trọng Khôi  | 1943 | 2012     | Nghệ sĩ              | Kịch nói             |         | [ 128 ] [ 129 ] |
| 14 | Hoàng Thị Lan         | Hoàng Lan   | 1932 | 2015     | Nghệ sĩ              | Chèo                 |         |                 |
| 15 | Đàm Thị Liên          | Đàm Liên    | 1943 | 2020     | Nghệ sĩ              | Tuồng                |         | [ 130 ] [ 131 ] |
| 16 | Đoàn Long             |             |      |          | Biên đạo             | Múa                  |         |                 |
| 17 | Đỗ Trọng Lộc          | Đỗ Lộc      | 1948 | Còn sống | Nghệ sĩ              | Đàn dân tộc          |         | [ 132 ] [ 133 ] |
| 18 | Nguyễn Thị Minh Lý    |             | 1907 | 1997     | Nghệ sĩ              | Chèo                 |         | [ 134 ] [ 135 ] |
| 19 | Đặng Nhật Minh        |             | 1938 | Còn sống | Đạo diễn             | Điện ảnh             |         | [ 136 ] [ 137 ] |
| 20 | Trần Minh             |             |      |          | Đạo diễn             |                      |         |                 |
| 21 | Lê Thị Nam            | Bảy Nam     | 1913 | 2004     | Nghệ sĩ              | Cải lương            |         | [ 138 ] [ 139 ] |
| 22 | Nguyễn Minh Ngọc      |             | 1942 |          | Đạo diễn             | Sân khấu             |         |                 |
| 23 | Nguyễn Đình Quang     | Đình Quang  | 1928 | 2015     | Đạo diễn             | Sân khấu             |         | [ 140 ] [ 141 ] |
| 24 | Trần Quý              |             | 1931 | Còn sống | Nhạc trưởng          |                      |         | [ 142 ] [ 143 ] |
| 25 | Huỳnh Tấn Sĩ          | Quang Hải   | 1935 | 2013     | Nhạc trưởng          |                      |         | [ 144 ] [ 145 ] |
| 26 | Bùi Thị Thái          | Tuyết Mai   | 1925 | 2022     | Phát thanh viên      |                      |         | [ 146 ] [ 147 ] |
| 27 | Nguyễn Huy Thành      | Huy Thành   | 1928 | 2018     | Đạo diễn             | Điện ảnh             |         | [ 148 ] [ 149 ] |
| 28 | Lê Tiến Thọ           |             | 1951 | Còn sống | Nghệ sĩ              | Tuồng                |         | [ 150 ] [ 151 ] |
| 29 | Nguyễn Văn Thông      |             | 1926 | 2010     | Đạo diễn             | Điện ảnh             |         | [ 152 ] [ 153 ] |
| 30 | Mẫn Thị Thu           | Mẫn Thu     | 1943 | Còn sống | Nghệ sĩ              | Tuồng                |         | [ 154 ] [ 155 ] |
| 31 | Chu Văn Thức          |             | 1932 | 2017     | Nghệ sĩ              | Chèo                 |         | [ 156 ] [ 157 ] |
| 32 | Nguyễn Đăng Thục      | Tào Mạt     | 1930 | 1993     | Soạn giả             | Chèo                 |         | [ 158 ] [ 159 ] |
| 33 | Nguyễn Văn Thương     |             | 1919 | 2002     | Nhạc sĩ              |                      |         | [ 160 ] [ 161 ] |
| 34 | Trần Văn Tiến         | Trần Tiến   | 1937 | 2023     | Nghệ sĩ              | Kịch nói             |         | [ 162 ] [ 163 ] |
| 35 | Nguyễn Thành Tôn      | Thành Tôn   | 1913 | 1997     | Nghệ sĩ              | Tuồng                |         | [ 164 ] [ 165 ] |
| 36 | Chung Kim Tiền        | Hoàng Tuyển | 1912 | 1999     | Họa sĩ               | Sân khấu             |         | [ 166 ] [ 167 ] |
| 37 | Nguyễn Đình Tưởng     | Mạnh Tưởng  | 1935 | Còn sống | Nghệ sĩ              | Cải lương            |         | [ 168 ] [ 169 ] |
| 38 | Trương Tường Vi       | Tường Vi    | 1938 | 2024     | Nghệ sĩ              | Hát                  |         | [ 170 ] [ 171 ] |
| 39 | Trần Việt             |             | 1925 | 2003     | Đạo diễn             | Điện ảnh             |         | [ 172 ] [ 173 ] |

## Đợt 4 (1997)
Ngày 3 tháng 2 năm 1997, Chủ tịch nước Lê Đức Anh đã kí quyết định số 1157/KT-CTN trao tặng danh hiệu Nghệ sĩ nhân dân cho 38 nghệ sĩ.
| TT | Tên                  | Nghệ danh   | Năm  | Năm      | Hoạt động nghệ thuật | Hoạt động nghệ thuật | Ghi chú | Nguồn           |
| TT | Tên                  | Nghệ danh   | Sinh | Mất      | Vai trò              | Mảng                 | Ghi chú | Nguồn           |
| -- | -------------------- | ----------- | ---- | -------- | -------------------- | -------------------- | ------- | --------------- |
| 1  | Hoàng Văn Anh        | Hoàng Anh   | 1927 | 1983     | Nghệ sĩ              | Cải lương            | [ a ]   | [ 175 ]         |
| 2  | Nguyễn Thị Tâm Chính |             | 1945 | Còn sống | Nghệ sĩ              | Xiếc                 |         | [ 176 ] [ 177 ] |
| 3  | Nguyễn Anh Dũng      | Đoàn Dũng   | 1939 | 2018     | Nghệ sĩ              | Kịch nói             |         | [ 178 ] [ 179 ] |
| 4  | Phạm Quý Dương       | Quý Dương   | 1937 | 2011     | Nghệ sĩ              | Hát                  |         | [ 180 ] [ 181 ] |
| 5  | Nguyễn Xuân Đàm      | Xuân Đàm    | 1934 | Còn sống | Đạo diễn             | Sân khấu             |         | [ 182 ] [ 183 ] |
| 6  | Bùi Trọng Đang       |             | 1925 | 1991     | Nghệ sĩ              | Chèo                 | [ a ]   |                 |
| 7  | Đào Đức              |             | 1928 | 2007     | Họa sĩ               | Điện ảnh             |         | [ 184 ] [ 185 ] |
| 8  | Nguyễn Lương Đức     |             | 1939 | Còn sống | Đạo diễn             | Điện ảnh             |         | [ 186 ] [ 187 ] |
| 9  | Trương Thị Minh Đức  | Minh Đức    |      |          | Nghệ sĩ              | Tuồng                |         |                 |
| 10 | Doãn Hoàng Giang     |             | 1938 | 2023     | Đạo diễn             | Sân khấu             |         | [ 188 ] [ 189 ] |
| 11 | Nguyễn Đình Hàm      |             |      |          | Họa sĩ               | Chèo                 |         |                 |
| 12 | Nguyễn Thị Hiển      |             | 1943 | Còn sống | Biên đạo             | Múa                  |         | [ 190 ]         |
| 13 | Trần Trung Hiếu      | Trần Hiếu   | 1936 | Còn sống | Nghệ sĩ              | Hát                  |         | [ 191 ] [ 192 ] |
| 14 | Lê Văn Khình         | Lê Khình    | 1934 | Còn sống | Biên đạo             | Múa                  |         | [ 193 ] [ 194 ] |
| 15 | Trần Kiềm            |             | 1932 | 1991     | Họa sĩ               | Điện ảnh             | [ a ]   | [ 195 ]         |
| 16 | Đinh Thị Xuân La     | Xuân La     | 1953 | Còn sống | Biên đạo             | Múa                  |         | [ 196 ]         |
| 17 | Ngô Mạnh Lân         |             | 1934 | 2021     | Đạo diễn             | Điện ảnh             |         | [ 197 ] [ 198 ] |
| 18 | Lê Thị Ái Liên       | Ái Liên     | 1920 | 1991     | Nghệ sĩ              | Cải lương            | [ a ]   | [ 199 ] [ 200 ] |
| 19 | Hoàng Phi Long       |             | 1940 | Còn sống | Biên đạo             | Múa                  |         | [ 201 ]         |
| 20 | Nguyễn Mầm           | Lý Mầm      | 1897 | 1967     | Nghệ sĩ              | Chèo                 | [ a ]   | [ 202 ]         |
| 21 | Lưu Phi Nga          |             |      |          | Nghệ sĩ              | Cải lương            |         |                 |
| 22 | Vũ Văn Nghị          | Tư Liên     | 1908 | 1956     | Nghệ sĩ              | Chèo                 | [ a ]   |                 |
| 23 | Mai Trung Ngọc       | Mai Khanh   | 1923 | 2011     | Nghệ sĩ              | Hát                  |         | [ 203 ]         |
| 24 | Nguyễn Ngọc Phác     | Ngọc Phương | 1928 | Còn sống | Đạo diễn             | Sân khấu             |         | [ 204 ]         |
| 25 | Phạm Tấn Phước       | Phạm Khắc   | 1939 | 2007     | Quay phim            | Điện ảnh             |         | [ 205 ] [ 206 ] |
| 26 | Trương Qua           |             | 1927 | 2016     | Đạo diễn             | Điện ảnh             |         | [ 207 ]         |
| 27 | Đinh Quả             |             |      | 1988     | Nghệ sĩ              | Tuồng                | [ a ]   |                 |
| 28 | Nguyễn Thanh Tâm     | Bạch Diệp   | 1929 | 2013     | Đạo diễn             | Điện ảnh             |         | [ 208 ] [ 209 ] |
| 29 | Huỳnh Văn Thạch      | Huỳnh Nga   | 1932 | 2020     | Đạo diễn             | Sân khấu             |         | [ 210 ] [ 211 ] |
| 30 | Phạm Thị Thành       |             | 1941 | Còn sống | Đạo diễn             | Sân khấu             |         | [ 212 ] [ 213 ] |
| 31 | Nguyễn Đức Thỉnh     | Mạnh Tuấn   | 1929 | 2003     | Nghệ sĩ              | Chèo                 |         | [ 214 ] [ 215 ] |
| 32 | Trịnh Văn Thịnh      | Trịnh Thịnh | 1927 | 2014     | Diễn viên            | Điện ảnh             |         | [ 216 ] [ 217 ] |
| 33 | Nguyễn Ngọc Thủy     | Ngọc Thủy   | 1940 | 2004     | Nghệ sĩ              | Kịch nói             |         | [ 218 ]         |
| 34 | Đỗ Vĩnh Tiến         | Minh Tiến   | 1932 | 2006     | Biên đạo             | Múa                  |         | [ 219 ] [ 220 ] |
| 35 | Nguyễn Quang Tốn     | Quang Tốn   |      |          | Nghệ sĩ              | Tuồng                |         |                 |
| 36 | Lâm Thanh Tòng       | Lâm Tới     | 1937 | 2000     | Diễn viên            | Điện ảnh             |         | [ 221 ]         |
| 37 | Lê Bá Tùng           |             | 1899 | 1984     | Nghệ sĩ              | Tuồng                | [ a ]   | [ 222 ] [ 223 ] |
| 38 | Nguyễn Thành Út      | Út Trà Ôn   | 1919 | 2001     | Nghệ sĩ              | Cải lương            |         | [ 224 ] [ 225 ] |

## Đợt 5 (2001)
Ngày 29 tháng 8 năm 2001, Chủ tịch nước Trần Đức Lương đã ký quyết định số 640/2001/QĐ/CTN trao tặng danh hiệu Nghệ sĩ nhân dân cho 22 nghệ sĩ. Trong đợt phong tặng này, Lê Khanh là diễn viên sân khấu trẻ nhất được phong danh hiệu khi mới 38 tuổi.
| TT | Tên               | Nghệ danh     | Năm  | Năm      | Hoạt động nghệ thuật | Hoạt động nghệ thuật | Ghi chú | Nguồn           |
| TT | Tên               | Nghệ danh     | Sinh | Mất      | Vai trò              | Mảng                 | Ghi chú | Nguồn           |
| -- | ----------------- | ------------- | ---- | -------- | -------------------- | -------------------- | ------- | --------------- |
| 1  | Nguyễn Thanh An   | Thanh An      | 1934 | 2011     | Đạo diễn             | Điện ảnh             |         | [ 229 ] [ 230 ] |
| 2  | Nguyễn Thế Anh    | Thế Anh       | 1938 | 2019     | Diễn viên            | Điện ảnh             |         | [ 231 ] [ 232 ] |
| 3  | Cao Văn Bách      | Cao Việt Bách | 1940 | Còn sống | Nhạc trưởng          |                      |         | [ 233 ] [ 234 ] |
| 4  | Tạ Bôn            |               | 1942 | 2024     | Nghệ sĩ              | Đàn Violin           |         | [ 235 ] [ 236 ] |
| 5  | Lê Ngọc Canh      |               | 1933 | 2022     | Biên đạo             | Múa                  |         | [ 237 ] [ 238 ] |
| 6  | Vũ Việt Cường     |               | 1944 | Còn sống | Biên đạo             | Múa                  |         | [ 239 ] [ 240 ] |
| 7  | Trần Thế Dân      |               | 1940 | Còn sống | Quay phim            | Điện ảnh             |         | [ 241 ] [ 242 ] |
| 8  | Trần Mai Khanh    | Lê Khanh      | 1963 | Còn sống | Diễn viên            | Kịch nói             |         | [ 243 ] [ 244 ] |
| 9  | Đào Trọng Khánh   |               | 1940 | 2023     | Đạo diễn             | Điện ảnh             |         | [ 245 ] [ 246 ] |
| 10 | Nguyễn Trung Kiên | Trung Kiên    | 1939 | 2021     | Nghệ sĩ              | Hát                  |         | [ 247 ] [ 248 ] |
| 11 | Nguyễn Công Nhạc  |               | 1946 | Còn sống | Biên đạo             | Múa                  |         | [ 249 ] [ 250 ] |
| 12 | Đinh Bằng Phi     |               | 1937 | Còn sống | Chỉ đạo nghệ thuật   | Tuồng                |         | [ 251 ] [ 252 ] |
| 13 | Lưu Văn Phúc      |               | 1947 | Còn sống | Nghệ sĩ              | Xiếc                 |         | [ 253 ]         |
| 14 | Trần Đức Phương   | Trần Phương   | 1930 | 2020     | Đạo diễn, Diễn viên  | Điện ảnh             |         | [ 254 ] [ 255 ] |
| 15 | Nguyễn Thị Thanh  | Thanh Hoa     | 1950 | Còn sống | Nghệ sĩ              | Hát                  |         | [ 256 ] [ 257 ] |
| 16 | Lê Mạnh Thích     |               | 1938 | 2004     | Đạo diễn             | Điện ảnh             |         | [ 258 ] [ 259 ] |
| 17 | Ứng Duy Thịnh     |               | 1952 | Còn sống | Biên đạo             | Múa                  |         | [ 260 ] [ 261 ] |
| 18 | Nguyễn Quang Thọ  | Quang Thọ     | 1948 | Còn sống | Nghệ sĩ              | Hát                  |         | [ 262 ] [ 263 ] |
| 19 | Dương Công Thuấn  | Diệp Lang     | 1941 | 2023     | Nghệ sĩ              | Cải lương            |         | [ 264 ] [ 265 ] |
| 20 | Trần Văn Thủy     |               | 1940 | Còn sống | Đạo diễn             | Điện ảnh             |         | [ 266 ] [ 267 ] |
| 21 | Bùi Gia Tường     |               | 1937 | Còn sống | Nghệ sĩ              | Đàn Cello            |         | [ 268 ] [ 269 ] |
| 22 | Lương Kim Vĩnh    |               | 1937 | 2011     | Nghệ sĩ              | Sáo dân tộc          |         | [ 270 ] [ 271 ] |

## Đợt 6 (2007)
Ngày 11 tháng 1 năm 2007, Chủ tịch nước Nguyễn Minh Triết đã ký quyết định trao tặng danh hiệu Nghệ sĩ nhân dân cho 39 nghệ sĩ. Ngày 6 tháng 2 cùng năm, quyết định chính thức được công bố. Đặc biệt trong đợt phong tặng này, có một số nghệ sĩ tự do đã được tôn vinh.

### Điện ảnh & truyền hình
| TT | Tên               | Nghệ danh | Năm  | Năm      | Hoạt động nghệ thuật | Hoạt động nghệ thuật | Ghi chú | Nguồn           |
| TT | Tên               | Nghệ danh | Sinh | Mất      | Vai trò              | Mảng                 | Ghi chú | Nguồn           |
| -- | ----------------- | --------- | ---- | -------- | -------------------- | -------------------- | ------- | --------------- |
| 1  | Nguyễn Khắc Lợi   |           | 1932 | 2024     | Đạo diễn             | Điện ảnh             |         | [ 275 ] [ 276 ] |
| 2  | Nguyễn Hữu Tuấn   |           | 1949 | Còn sống | Quay phim            | Điện ảnh             |         | [ 277 ] [ 278 ] |
| 3  | Nguyễn Như Quỳnh  | Như Quỳnh | 1954 | Còn sống | Diễn viên            | Điện ảnh             |         | [ 279 ] [ 280 ] |
| 4  | Phạm Quang Vĩnh   |           | 1944 | Còn sống | Họa sĩ               | Điện ảnh             |         | [ 281 ] [ 282 ] |
| 5  | Nguyễn Khải Hưng  | Khải Hưng | 1948 | Còn sống | Đạo diễn             | Truyền hình          |         | [ 283 ] [ 284 ] |
| 6  | Nguyễn Việt Cường |           | 1946 | Còn sống | Đạo diễn             | Truyền hình          |         | [ 285 ]         |

### Âm nhạc
| TT | Tên                  | Nghệ danh       | Năm  | Năm      | Hoạt động nghệ thuật | Hoạt động nghệ thuật | Ghi chú | Nguồn           |
| TT | Tên                  | Nghệ danh       | Sinh | Mất      | Vai trò              | Mảng                 | Ghi chú | Nguồn           |
| -- | -------------------- | --------------- | ---- | -------- | -------------------- | -------------------- | ------- | --------------- |
| 7  | Đỗ Thị Phương Bảo    |                 | 1951 | Còn sống | Nghệ sĩ              | Đàn tranh            |         |                 |
| 8  | Nguyễn Xuân Hoạch    | Xuân Hoạch      | 1952 | Còn sống | Nghệ sĩ              | Đàn nguyệt           |         | [ 286 ] [ 287 ] |
| 9  | Vũ Thị Mai Phương    |                 | 1951 | Còn sống | Nghệ sĩ              | Đàn tỳ bà            |         | [ 288 ] [ 289 ] |
| 10 | Nguyễn Thị Thanh Tâm | Tử Kì, Hoài Anh | 1953 | Còn sống | Nghệ sĩ              | Đàn bầu              |         | [ 290 ] [ 291 ] |
| 11 | Nguyễn Trung Đức     | Trung Đức       | 1952 | Còn sống | Nghệ sĩ              | Hát                  |         | [ 292 ] [ 293 ] |
| 12 | Phan Doãn Tần        | Doãn Tần        | 1947 | 2019     | Nghệ sĩ              | Hát                  |         | [ 294 ] [ 295 ] |

### Sân khấu
| TT | Tên                       | Nghệ danh      | Năm  | Năm      | Hoạt động nghệ thuật | Hoạt động nghệ thuật | Ghi chú | Nguồn           |
| TT | Tên                       | Nghệ danh      | Sinh | Mất      | Vai trò              | Mảng                 | Ghi chú | Nguồn           |
| -- | ------------------------- | -------------- | ---- | -------- | -------------------- | -------------------- | ------- | --------------- |
| 13 | Lê Hùng                   |                | 1952 | Còn sống | Đạo diễn             | Sân khấu             |         | [ 296 ] [ 297 ] |
| 14 | Nguyễn Phúc Lưu Lan Hương | Lan Hương      | 1963 | Còn sống | Diễn viên            | Kịch nói             |         | [ 298 ] [ 299 ] |
| 15 | Bùi Đắc Sừ                |                | 1948 | 2020     | Đạo diễn             | Chèo                 |         | [ 300 ] [ 301 ] |
| 16 | Ngô Thị Quắm              | Thanh Hoài     | 1950 | Còn sống | Nghệ sĩ              | Chèo                 |         | [ 302 ] [ 303 ] |
| 17 | Hoàng Văn Khiềm           | Hoàng Khiềm    | 1950 | Còn sống | Chỉ đạo nghệ thuật   | Tuồng                |         | [ 304 ]         |
| 18 | Lê Huy Quang              |                | 1947 | 2023     | Họa sĩ               | Sân khấu             |         | [ 305 ] [ 306 ] |
| 19 | Hoàng Tiến Dũng           | Hoàng Dũng     | 1956 | 2021     | Diễn viên            | Kịch nói             |         | [ 307 ] [ 308 ] |
| 20 | Đỗ Doãn Châu              |                | 1943 | Còn sống | Họa sĩ               | Sân khấu             |         | [ 309 ] [ 310 ] |
| 21 | Thái Văn Hiển             | Thái Mạnh Hiển | 1932 | Còn sống | Đạo diễn             | Xiếc                 |         | [ 311 ]         |
| 22 | Nguyễn Ngọc Trúc          |                |      |          | Đạo diễn             | Xiếc                 |         |                 |
| 23 | Ngô Xuân Huyền            | Xuân Huyền     | 1942 | 2020     | Đạo diễn             | Sân khấu             |         | [ 312 ] [ 313 ] |
| 24 | Nguyễn Thanh Tòng         | Thanh Tòng     | 1948 | 2016     | Nghệ sĩ              | Cải lương            | [ k ]   | [ 314 ] [ 315 ] |
| 25 | Phan Đắt Trưởng           | Phan Phan      | 1933 | 2019     | Họa sĩ               | Sân khấu             | [ k ]   | [ 316 ] [ 317 ] |
| 26 | Trần Đình Sanh            |                | 1950 | Còn sống | Chỉ đạo nghệ thuật   | Tuồng                |         | [ 318 ] [ 319 ] |
| 27 | Nguyễn Thị Hòa Bình       | Hòa Bình       | 1954 | Còn sống | Nghệ sĩ              | Tuồng                |         | [ 320 ] [ 321 ] |

### Múa
| TT | Tên               | Nghệ danh | Năm  | Năm      | Hoạt động nghệ thuật | Hoạt động nghệ thuật | Ghi chú | Nguồn           |
| TT | Tên               | Nghệ danh | Sinh | Mất      | Vai trò              | Mảng                 | Ghi chú | Nguồn           |
| -- | ----------------- | --------- | ---- | -------- | -------------------- | -------------------- | ------- | --------------- |
| 28 | Trần Bình         |           |      |          | Chỉ đạo nghệ thuật   | Múa                  |         |                 |
| 29 | Lê Ngọc Cường     |           |      |          | Biên đạo             | Múa                  |         |                 |
| 30 | Phạm Anh Phương   |           | 1958 | Còn sống | Biên đạo             | Múa                  |         | [ 322 ] [ 323 ] |
| 31 | Đỗ Tiến Định      |           | 1945 | Còn sống | Biên đạo             | Múa                  |         | [ 324 ] [ 325 ] |
| 32 | Ngô Đặng Cường    |           | 1949 | Còn sống | Biên đạo             | Múa                  |         | [ 326 ]         |
| 33 | Trần Kim Quy      |           | 1949 | Còn sống | Biên đạo             | Múa                  |         | [ 327 ]         |
| 34 | Trịnh Xuân Định   |           | 1936 | 2018     | Biên đạo             | Múa                  |         | [ 328 ] [ 329 ] |
| 35 | Nguyễn Vũ Hoài    |           | 1945 | Còn sống | Diễn viên            | Múa                  |         | [ 330 ]         |
| 36 | Ngô Thị Kiều Ngân |           |      |          | Diễn viên            | Múa                  |         |                 |

### Truy tặng
| TT | Tên            | Nghệ danh | Năm  | Năm  | Hoạt động nghệ thuật | Hoạt động nghệ thuật | Ghi chú | Nguồn           |
| TT | Tên            | Nghệ danh | Sinh | Mất  | Vai trò              | Mảng                 | Ghi chú | Nguồn           |
| -- | -------------- | --------- | ---- | ---- | -------------------- | -------------------- | ------- | --------------- |
| 37 | Trần Khánh     |           | 1931 | 1981 | Nghệ sĩ              | Hát                  |         | [ 331 ] [ 332 ] |
| 38 | Đỗ Trọng Thuận | Việt Khoa | 1922 | 1991 | Phát thanh viên      |                      |         |                 |
| 39 | Bùi Huy Hiếu   |           | 1937 | 2006 | Họa sĩ               | Sân khấu             |         | [ 333 ] [ 334 ] |

## Đợt 7 (2011)
Ngày 3 tháng 4 năm 2011, Bộ Văn hóa Việt Nam ra văn bản thông báo đã có kết quả xét tặng danh hiệu Nghệ sĩ nhân dân lần thứ 7. Đến ngày 27 tháng 4 năm 2012, Chủ tịch nước Trương Tấn Sang đã ký quyết định số 533/QĐ-CTN trao tặng danh hiệu Nghệ sĩ nhân dân cho 73 nghệ sĩ, trong đó có 7 nghệ sĩ điện ảnh được truy tặng danh hiệu. Lễ trao tặng danh hiệu diễn ra vào ngày 19 tháng 5 năm 2012, trong đợt xét tặng này có trường hợp hy hữu của đạo diễn Đặng Xuân Hải, sau một loạt tranh cãi vì việc các tác phẩm để xét tặng Giải thưởng Nhà nước cũng như không có tên trong danh sách phong tặng danh hiệu được ký vào ngày 27 tháng 4. Nhiều nghệ sĩ tên tuổi của hội điện ảnh Việt Nam đã được phong tặng danh hiệu Nghệ sĩ nhân dân như Huy Thành, Hải Ninh, Đặng Nhật Minh, Trà Giang và nguyên cán bộ cấp cao Lê Khả Phiêu đã lên tiếng bảo vệ nam nghệ sĩ. Cho đến ngày 18 tháng 5, chủ tịch nước đã có quyết định phong cho ông danh hiệu này, diễn ra ngay trước lễ phong tặng chính thức 1 ngày, nâng số nghệ sĩ được phong tặng lên 74.

### Sân khấu
| TT | Tên                   | Nghệ danh         | Năm  | Năm      | Hoạt động nghệ thuật | Hoạt động nghệ thuật | Ghi chú | Nguồn           |
| TT | Tên                   | Nghệ danh         | Sinh | Mất      | Vai trò              | Mảng                 | Ghi chú | Nguồn           |
| -- | --------------------- | ----------------- | ---- | -------- | -------------------- | -------------------- | ------- | --------------- |
| 1  | Nguyễn Thị Bạch Tuyết | Bạch Tuyết        | 1945 | Còn sống | Nghệ sĩ              | Cải lương            |         | [ 335 ] [ 341 ] |
| 2  | Trần Thị Lệ Thủy      | Lệ Thủy           | 1948 | Còn sống | Nghệ sĩ              | Cải lương            |         | [ 335 ] [ 342 ] |
| 3  | Phong Thị Ngọc Giàu   | Ngọc Giàu         | 1945 | Còn sống | Nghệ sĩ              | Cải lương            |         | [ 335 ] [ 343 ] |
| 4  | Nguyễn Thị Kim Cương  | Kim Cương         | 1937 | Còn sống | Diễn viên            | Kịch                 |         | [ 335 ] [ 344 ] |
| 5  | Huỳnh Trí Bá          | Viễn Châu         | 1924 | 2016     | Nhạc sĩ, Soạn giả    | Sân khấu             |         | [ 345 ] [ 346 ] |
| 6  | Nguyễn Kim Hải        | Thanh Hải         | 1957 | Còn sống | Nhạc công            | Sân khấu             |         | [ 335 ] [ 347 ] |
| 7  | Nguyễn Đình Chí       | Quang Chí         | 1953 | Còn sống | Nghệ sĩ              | Cải lương            |         | [ 348 ] [ 349 ] |
| 8  | Giang Mạnh Hà         |                   | 1960 | Còn sống | Đạo diễn             | Sân khấu             |         | [ 350 ] [ 351 ] |
| 9  | Vũ Thị Thuấn          | Thanh Thuấn       | 1966 | Còn sống | Nghệ sĩ              | Cải lương            |         | [ 335 ] [ 352 ] |
| 10 | Vũ Ngoạn Hợp          |                   | 1959 | Còn sống | Chỉ đạo nghệ thuật   | Xiếc                 |         | [ 335 ]         |
| 11 | Trần Ngọc Giàu        |                   | 1959 | Còn sống | Đạo diễn             | Sân khấu             |         | [ 335 ] [ 353 ] |
| 12 | Nguyễn Thùy Trang     |                   |      |          | Nghệ sĩ              | Múa rối nước         |         |                 |
| 13 | Nguyễn Ngọc Bình      |                   | 1958 | Còn sống | Đạo diễn             | Sân khấu             |         | [ 354 ] [ 355 ] |
| 14 | Mai Văn Tư            | Mai Tư            |      |          | Đạo diễn             | Sân khấu             |         |                 |
| 15 | Lê Văn Huệ            | Lê Huệ            |      |          | Đạo diễn             | Sân khấu             |         |                 |
| 16 | Hoàng Thị Cúc         | Hoàng Cúc         | 1957 | Còn sống | Diễn viên            | Kịch                 |         | [ 335 ] [ 356 ] |
| 17 | Nguyễn Hoài Huệ       | Hoài Huệ          | 1962 | Còn sống | Nghệ sĩ              | Dân ca kịch          |         | [ 335 ] [ 357 ] |
| 18 | Nguyễn Thị Lan Hương  | Lan Hương         | 1961 | Còn sống | Diễn viên            | Kịch                 |         | [ 335 ] [ 358 ] |
| 19 | Trần Thị Minh Hòa     | Minh Hòa          | 1964 | Còn sống | Diễn viên            | Kịch                 |         | [ 335 ] [ 359 ] |
| 20 | Nguyễn Văn Trị        | Quốc Trị          | 1957 | Còn sống | Diễn viên            | Kịch                 |         | [ 335 ] [ 360 ] |
| 21 | Nguyễn Thị Duyên      | Lương Duyên       | 1958 | Còn sống | Nghệ sĩ              | Chèo                 |         | [ 335 ] [ 361 ] |
| 22 | Nguyễn Dân Quốc       |                   | 1943 | Còn sống | Họa sĩ               | Chèo                 |         | [ 362 ] [ 363 ] |
| 23 | Nguyễn Thị Gái        | Minh Gái          | 1961 | Còn sống | Diễn viên, đạo diễn  | Tuồng                |         | [ 364 ] [ 365 ] |
| 24 | Đặng Minh Ngọc        |                   | 1963 | Còn sống | Nghệ sĩ              | Tuồng                |         | [ 335 ] [ 366 ] |
| 25 | Nguyễn Thị Thu Nhân   | Thu Nhân          | 1953 | Còn sống | Nghệ sĩ              | Tuồng                |         | [ 335 ] [ 367 ] |
| 26 | Hoàng Thị Thảo        | Hoàng Phương Thảo | 1957 | Còn sống | Nghệ sĩ              | Tuồng                |         | [ 335 ] [ 368 ] |
| 27 | Nguyễn Thị Thơm       | Hương Thơm        |      |          | Nghệ sĩ              | Tuồng                |         |                 |
| 28 | Trần Thị Khiêm        | Hồng Khiêm        | 1962 | Còn sống | Nghệ sĩ              | Tuồng                |         | [ 369 ] [ 370 ] |
| 29 | Nguyễn Gia Khoản      |                   |      |          | Nghệ sĩ              | Tuồng                |         |                 |
| 30 | Nguyễn Xuân Hợi       | Xuân Hợi          | 1959 | Còn sống | Nghệ sĩ              | Tuồng                |         | [ 371 ] [ 372 ] |
| 31 | Trần Thị Thu Hà       |                   |      |          | Nghệ sĩ              | Sân khấu             |         |                 |
| 32 | Phan Thị Bạch Hạc     | Bạch Hạc          | 1967 | Còn sống | Nghệ sĩ              | Sân khấu             |         | [ 373 ] [ 374 ] |
| 33 | Trịnh Thị Hồng Lựu    | Hồng Lựu          | 1967 | Còn sống | Nghệ sĩ              | Dân ca kịch          |         | [ 375 ] [ 376 ] |
| 34 | Ngô Đặng Hồng Vân     | Hồng Vân          | 1966 | Còn sống | Diễn viên, đạo diễn  | Kịch                 |         | [ 335 ] [ 377 ] |

### Âm nhạc
| TT | Tên                   | Nghệ danh       | Năm  | Năm      | Hoạt động nghệ thuật | Hoạt động nghệ thuật | Ghi chú | Nguồn           |
| TT | Tên                   | Nghệ danh       | Sinh | Mất      | Vai trò              | Mảng                 | Ghi chú | Nguồn           |
| -- | --------------------- | --------------- | ---- | -------- | -------------------- | -------------------- | ------- | --------------- |
| 35 | Nguyễn Thị Bình       | Nguyễn Hoa Bình |      |          | Đạo diễn             |                      |         |                 |
| 36 | Trần Chính            |                 | 1953 | 2015     | Nghệ sĩ              | Đàn dân tộc          |         | [ 378 ]         |
| 37 | Đặng Văn Hùng         |                 | 1956 | Còn sống | Đạo diễn             |                      |         | [ 379 ]         |
| 38 | Nguyễn Thị Dương Liễu |                 | 1956 | 2022     | Nghệ sĩ              | Hát                  |         | [ 380 ] [ 381 ] |
| 39 | Nguyễn Văn Mẫn        | Minh Mẫn        | 1959 | Còn sống | Đạo diễn             |                      |         | [ 382 ]         |
| 40 | Lê Trọng Nghĩa        |                 | 1945 | Còn sống | Nghệ sĩ              | Hát                  |         | [ 383 ] [ 384 ] |
| 41 | Ngô Văn Thành         |                 | 1951 | Còn sống | Nghệ sĩ              | Đàn Violin           |         | [ 385 ] [ 386 ] |
| 42 | Nguyễn Văn Tiến       | Tiến Bầu        | 1953 | 2021     | Nghệ sĩ              | Đàn bầu              |         | [ 387 ] [ 388 ] |
| 43 | Nguyễn Thúy Hường     | Thúy Hường      | 1967 | Còn sống | Nghệ sĩ              | Quan họ              |         | [ 389 ] [ 390 ] |

### Điện ảnh
| TT | Tên               | Nghệ danh       | Năm  | Năm      | Hoạt động nghệ thuật     | Hoạt động nghệ thuật       | Ghi chú | Nguồn           |
| TT | Tên               | Nghệ danh       | Sinh | Mất      | Vai trò                  | Mảng                       | Ghi chú | Nguồn           |
| -- | ----------------- | --------------- | ---- | -------- | ------------------------ | -------------------------- | ------- | --------------- |
| 44 | Nguyễn Hà Bắc     |                 | 1957 | Còn sống | Đạo diễn                 | Phim hoạt hình             |         | [ 391 ] [ 392 ] |
| 45 | Bùi Bài Bình      |                 | 1956 | Còn sống | Diễn viên                | Điện ảnh                   |         | [ 393 ] [ 394 ] |
| 46 | Tô Văn Cương      | Tô Cương        | 1910 | 1985     | Đạo diễn                 | Phim tài liệu, khoa học    | [ a ]   | [ 337 ] [ 395 ] |
| 47 | Nguyễn Như Vũ     |                 | 1960 | Còn sống | Đạo diễn                 | Phim tài liệu, khoa học    |         | [ 396 ] [ 397 ] |
| 48 | Nguyễn Thước      |                 | 1953 | Còn sống | Đạo diễn, quay phim      | Phim tài liệu, khoa học    |         | [ 398 ] [ 399 ] |
| 49 | Hoàng Chi         | Phan Trọng Quỳ  | 1924 | 1981     | Đạo diễn, quay phim      | Phim tài liệu, khoa học    | [ a ]   | [ 400 ] [ 401 ] |
| 50 | Phạm Kỳ Nam       | Phạm Hiếu Dân   | 1928 | 1984     | Đạo diễn                 | Phim tài liệu, phim truyện | [ a ]   | [ 337 ] [ 402 ] |
| 51 | Trần Quốc Dũng    |                 | 1956 | Còn sống | Quay phim                | Phim tài liệu              |         |                 |
| 52 | Trần Đắc          |                 | 1928 | 1995     | Đạo diễn                 | Phim truyện                | [ a ]   | [ 337 ] [ 403 ] |
| 53 | Đoàn Mỹ Hương     | Vũ Lệ Mỹ        | 1943 | Còn sống | Đạo diễn                 | Phim tài liệu, khoa học    |         | [ 404 ] [ 405 ] |
| 54 | Mai Lộc           |                 | 1923 | 2011     | Đạo diễn, quay phim      | Phim tài liệu, phim truyện |         | [ 406 ] [ 407 ] |
| 55 | Nguyễn Hồng Nghi  |                 | 1918 | 1991     | Đạo diễn                 | Phim tài liệu, phim truyện | [ a ]   | [ 408 ] [ 409 ] |
| 56 | Nguyễn Văn Nghiệp | Nguyễn Thế Đoàn | 1911 | 2009     | Quay phim                | Phim tài liệu              | [ a ]   | [ 337 ] [ 410 ] |
| 57 | Đào Bá Sơn        |                 | 1952 | Còn sống | Đạo diễn                 | Phim truyện                |         | [ 411 ] [ 412 ] |
| 58 | Lê Văn Thi        | Lê Thi          | 1944 | Còn sống | Đạo diễn                 | Phim tài liệu              |         | [ 413 ] [ 414 ] |
| 59 | Phạm Minh Trí     |                 | 1948 | Còn sống | Đạo diễn                 | Phim hoạt hình             |         | [ 415 ] [ 416 ] |
| 60 | Phạm Quốc Trung   |                 | 1958 | Còn sống | Họa sĩ thiết kế mỹ thuật | Phim truyện                |         | [ 417 ] [ 418 ] |
| 61 | Nguyễn Thanh Vân  |                 | 1962 | Còn sống | Đạo diễn                 | Phim truyện                |         | [ 419 ] [ 420 ] |
| 62 | Đặng Xuân Hải     |                 | 1944 | Còn sống | Đạo diễn                 | Phim tài liệu              |         | [ 421 ] [ 422 ] |
| 63 | Lý Kim Tuyền      | Lý Huỳnh        | 1942 | 2020     | Diễn viên, đạo diễn      | Điện ảnh                   |         | [ 423 ] [ 424 ] |
| 64 | Phương Thị Thanh  | Phương Thanh    | 1956 | 2009     | Diễn viên                | Điện ảnh                   | [ a ]   | [ 337 ] [ 425 ] |

### Múa
| TT | Tên               | Nghệ danh | Năm  | Năm      | Hoạt động nghệ thuật         | Hoạt động nghệ thuật | Ghi chú | Nguồn   |
| TT | Tên               | Nghệ danh | Sinh | Mất      | Vai trò                      | Mảng                 | Ghi chú | Nguồn   |
| -- | ----------------- | --------- | ---- | -------- | ---------------------------- | -------------------- | ------- | ------- |
| 65 | Hà Thị Kim Chung  | Kim Chung | 1959 | Còn sống | Biên đạo                     | Múa                  |         |         |
| 66 | Hà Thế Dũng       |           | 1962 | Còn sống | Biên đạo                     | Múa                  |         | [ 426 ] |
| 67 | Nguyễn Ngọc Lan   |           | 1971 | Còn sống | Biên đạo, Chỉ đạo nghệ thuật | Múa                  |         | [ 427 ] |
| 68 | Tô Nguyệt Nga     |           | 1942 | Còn sống | Biên đạo                     | Múa                  |         | [ 428 ] |
| 69 | Lê Thị Quỳnh Như  |           | 1964 | Còn sống | Biên đạo                     | Múa                  |         | [ 429 ] |
| 70 | Nguyễn Văn Quang  |           | 1959 | Còn sống | Biên đạo                     | Múa                  |         | [ 430 ] |
| 71 | Nguyễn Minh Thông |           |      | Còn sống | Biên đạo                     | Múa                  |         |         |
| 72 | Lê Thế Huân       | Lê Huân   | 1944 | Còn sống | Biên đạo                     | Múa                  |         | [ 431 ] |

### Phát thanh – truyền hình
| TT | Tên                   | Nghệ danh  | Năm  | Năm      | Hoạt động nghệ thuật | Hoạt động nghệ thuật | Ghi chú | Nguồn |
| TT | Tên                   | Nghệ danh  | Sinh | Mất      | Vai trò              | Mảng                 | Ghi chú | Nguồn |
| -- | --------------------- | ---------- | ---- | -------- | -------------------- | -------------------- | ------- | ----- |
| 73 | Nguyễn Thị Phương Hoa | Phương Hoa | 1957 | Còn sống | Đạo diễn             | Phim hoạt hình       |         |       |
| 74 | Trần Văn Kiên         | Trần Kiên  | 1953 | 2010     | Đạo diễn             | Truyền hình          | [ a ]   |       |

## Đợt 8 (2015)
Ngày 9 tháng 7 năm 2015, Bộ Văn hoá Việt Nam công bố kết quả xét tặng danh hiệu Nghệ sĩ nhân dân lần thứ 8. Ngày 10 tháng 1 năm 2016, Chủ tịch nước Trương Tấn Sang đã ký quyết định trao tặng danh hiệu cho 102 cá nhân nghệ sĩ.

### Âm nhạc
| TT | Tên              | Nghệ danh  | Năm  | Năm      | Hoạt động nghệ thuật | Hoạt động nghệ thuật | Ghi chú | Nguồn           |
| TT | Tên              | Nghệ danh  | Sinh | Mất      | Vai trò              | Mảng                 | Ghi chú | Nguồn           |
| -- | ---------------- | ---------- | ---- | -------- | -------------------- | -------------------- | ------- | --------------- |
| 1  | Hoàng Chè        |            | 1948 | 2018     | Nghệ sĩ              | Hát                  |         | [ 434 ] [ 435 ] |
| 2  | Trần Văn Lợi     | Đức Lợi    |      | Còn sống | Đạo diễn             |                      |         |                 |
| 3  | Vũ Đình Chiểu    |            | 1954 | Còn sống | Nghệ sĩ              | Hát                  |         | [ 436 ] [ 437 ] |
| 4  | Nguyễn Văn Vinh  | Quang Vinh | 1960 | Còn sống | Nhạc trưởng          |                      |         | [ 438 ] [ 439 ] |
| 5  | Hoàng Anh Tú     |            |      | Còn sống | Nghệ sĩ              | Đàn bầu              |         |                 |
| 6  | Hoàng Thu Hương  |            | 1962 | Còn sống | Nghệ sĩ              | Hát                  |         | [ 440 ]         |
| 7  | Kỳ Thái Bảo      |            | 1964 | Còn sống | Nghệ sĩ              | Hát                  |         | [ 441 ] [ 442 ] |
| 8  | Nguyễn Trọng Đài | Trọng Đài  | 1958 | Còn sống | Nhạc sĩ              |                      |         | [ 443 ] [ 444 ] |
| 9  | Vũ Thị Xuân      | Thanh Xuân | 1956 | Còn sống | Nghệ sĩ              | Hát                  |         | [ 445 ] [ 446 ] |
| 10 | Trần Thị Thanh   | Hoài Thanh | 1955 | Còn sống | Nghệ sĩ              | Hát                  |         |                 |
| 11 | Phạm Hoàng Thành |            | 1952 | Còn sống | Nhạc sĩ              |                      |         |                 |
| 12 | Trần Viết Thân   |            | 1960 | Còn sống | Nhạc trưởng          |                      |         |                 |
| 13 | Vi Thị Hoa       | Vi Hoa     | 1965 | Còn sống | Nghệ sĩ              | Hát                  |         | [ 447 ] [ 448 ] |
| 14 | Nguyễn Thị Phúc  | Hồng Phúc  |      | Còn sống | Nghệ sĩ              | Đàn T'rưng           |         |                 |
| 15 | Nguyễn Thúy Cải  |            | 1953 | Còn sống | Nghệ sĩ              | Quan họ              |         | [ 449 ] [ 450 ] |
| 16 | Trần Thị Mơ      |            | 1959 | Còn sống | Nghệ sĩ              | Đàn Cello            |         | [ 451 ] [ 452 ] |
| 17 | Phạm Tiến Dũng   |            | 1959 | Còn sống | Nghệ sĩ              | Hát                  |         |                 |
| 18 | Ngô Hoàng Quân   |            | 1956 | Còn sống | Nghệ sĩ              | Đàn Cello            |         |                 |
| 19 | Phạm Ngọc Khôi   |            | 1964 | Còn sống | Nhạc trưởng          |                      |         | [ 453 ] [ 454 ] |
| 20 | Nguyễn Thiếu Hoa |            | 1952 | Còn sống | Nhạc trưởng          |                      |         | [ 455 ] [ 456 ] |
| 21 | Nguyễn Thế Dân   |            | 1960 | Còn sống | Nghệ sĩ              | Đàn nhị              |         | [ 457 ] [ 458 ] |
| 22 | Nông Xuân Ái     |            | 1960 | Còn sống | Nghệ sĩ              | Hát                  |         | [ 459 ] [ 460 ] |
| 23 | Đỗ Thị Ngát      | Hồng Ngát  | 1964 | Còn sống | Nghệ sĩ              | Hát                  |         | [ 461 ] [ 462 ] |

### Điện ảnh
| TT | Tên                  | Nghệ danh | Năm  | Năm      | Hoạt động nghệ thuật | Hoạt động nghệ thuật | Ghi chú | Nguồn           |
| TT | Tên                  | Nghệ danh | Sinh | Mất      | Vai trò              | Mảng                 | Ghi chú | Nguồn           |
| -- | -------------------- | --------- | ---- | -------- | -------------------- | -------------------- | ------- | --------------- |
| 24 | Bùi Trần Tuệ Minh    | Tuệ Minh  | 1938 | 2018     | Diễn viên            | Điện ảnh             |         | [ 463 ] [ 464 ] |
| 25 | Nguyễn Hữu Phần      |           | 1948 | 2024     | Đạo diễn             | Phim truyện          |         | [ 465 ] [ 466 ] |
| 26 | Lý Thái Dũng         |           | 1965 | Còn sống | Quay phim            | Phim truyện          |         | [ 467 ]         |
| 27 | Bành Bắc Hải         |           | 1958 | Còn sống | Đạo diễn             | Âm thanh             |         | [ 468 ]         |
| 28 | Nguyễn Thị Minh Châu | Minh Châu | 1956 | Còn sống | Diễn viên            | Điện ảnh             |         |                 |
| 29 | Lê Huy Hòa           |           |      | Còn sống | Đạo diễn             | Âm thanh             |         |                 |
| 30 | Lê Hồng Chương       |           | 1957 | Còn sống | Đạo diễn             | Phim tài liệu        |         | [ 469 ]         |
| 31 | Phạm Nhuệ Giang      |           | 1957 | Còn sống | Đạo diễn             | Phim truyện          |         | [ 470 ]         |
| 32 | Lưu Văn Quỳ          | Lưu Quỳ   | 1954 | Còn sống | Đạo diễn             | Phim tài liệu        |         | [ 471 ]         |
| 33 | Phan Ngọc Lan        |           | 1942 | Còn sống | Diễn viên            | Điện ảnh             |         | [ 472 ] [ 473 ] |

### Múa
| TT | Tên                | Nghệ danh    | Năm  | Năm      | Hoạt động nghệ thuật | Hoạt động nghệ thuật | Ghi chú | Nguồn |
| TT | Tên                | Nghệ danh    | Sinh | Mất      | Vai trò              | Mảng                 | Ghi chú | Nguồn |
| -- | ------------------ | ------------ | ---- | -------- | -------------------- | -------------------- | ------- | ----- |
| 34 | Nguyễn Hữu Từ      |              | 1977 | Còn sống | Biên đạo             | Múa                  |         |       |
| 35 | Lữ Thị Kiều Lê     | An Vũ        |      | Còn sống | Biên đạo             | Múa                  |         |       |
| 36 | Trần Xuân Thanh    |              |      | Còn sống | Biên đạo             | Múa                  |         |       |
| 37 | Nguyễn Ngọc Anh    |              |      | Còn sống | Biên đạo             | Múa                  |         |       |
| 38 | Nguyễn Thị Thu Hà  |              | 1973 | Còn sống | Biên đạo             | Múa                  |         |       |
| 39 | Phạm Thị Ngọc Bích |              | 1961 | Còn sống | Biên đạo             | Múa                  |         |       |
| 40 | Đặng Văn Hùng      | Đặng Hùng    | 1958 | Còn sống | Biên đạo             | Múa                  |         |       |
| 41 | Y San Aliô         | Ama Hry Aliô | 1960 | Còn sống | Biên đạo             | Múa                  |         |       |
| 42 | Hoàng Ngọc Hải     | Hoàng Hải    | 1940 | Còn sống | Biên đạo             | Múa                  |         |       |
| 43 | Đoàn Vương Linh    | Vương Linh   | 1960 | Còn sống | Biên đạo             | Múa                  |         |       |
| 44 | Mai Trung Kiên     | Mai Kiên     | 1967 | Còn sống | Biên đạo             | Múa                  |         |       |
| 45 | La Thị Cẩm Vân     |              | 1952 | 2014     | Biên đạo             | Múa                  | [ a ]   |       |

### Sân khấu
| TT | Tên                  | Nghệ danh       | Năm  | Năm      | Hoạt động nghệ thuật | Hoạt động nghệ thuật | Ghi chú | Nguồn           |
| TT | Tên                  | Nghệ danh       | Sinh | Mất      | Vai trò              | Mảng                 | Ghi chú | Nguồn           |
| -- | -------------------- | --------------- | ---- | -------- | -------------------- | -------------------- | ------- | --------------- |
| 46 | Vương Duy Biên       |                 | 1958 | Còn sống | Đạo diễn             | Múa rối              |         | [ 474 ] [ 475 ] |
| 47 | Hồ Thị Lệ Thu        |                 |      |          | Nghệ sĩ              | Dân ca kịch          |         | [ 476 ]         |
| 48 | Hoàng Song Hào       |                 | 1958 | Còn sống | Họa sĩ               | Sân khấu             |         |                 |
| 49 | Mai Thị Thủy         | Mai Thủy        | 1970 | Còn sống | Nghệ sĩ              | Chèo                 |         | [ 477 ] [ 478 ] |
| 50 | Hoàng Quốc Anh       | Quốc Anh        | 1962 | Còn sống | Nghệ sĩ              | Chèo                 |         | [ 479 ] [ 480 ] |
| 51 | Phạm Xuân Thấm       |                 |      |          | Nghệ sĩ              | Múa rối              |         | [ 481 ]         |
| 52 | Phạm Thị Kim Oanh    | Kiều Oanh       |      |          | Nghệ sĩ              | Dân ca kịch          |         | [ 482 ]         |
| 53 | Vũ Tự Long           | Tự Long         | 1973 | Còn sống | Nghệ sĩ              | Chèo                 |         | [ 483 ] [ 484 ] |
| 54 | Trịnh Thị Mùi        | Thúy Mùi        | 1963 | Còn sống | Nghệ sĩ              | Chèo                 |         | [ 485 ]         |
| 55 | Trịnh Minh Tiến      |                 | 1970 | Còn sống | Nghệ sĩ              | Chèo                 |         |                 |
| 56 | Từ Văn Hiệp          | Minh Hiệp       | 1959 | Còn sống | Nghệ sĩ              |                      |         |                 |
| 57 | Nguyễn Hoàng Tuấn    |                 |      |          | Chỉ đạo nghệ thuật   | Múa rối              |         | [ 486 ]         |
| 58 | Phạm Thị Thanh Hương |                 |      |          | Nghệ sĩ              |                      |         |                 |
| 59 | Nguyễn Tiến Đạt      | Tiến Đạt        | 1953 | Còn sống | Nghệ sĩ              | Kịch nói             |         |                 |
| 60 | Nguyễn Trung Hiếu    | Trung Hiếu      | 1973 | Còn sống | Nghệ sĩ              |                      |         |                 |
| 61 | Nguyễn Thị Hoàng Mai | Hoàng Quỳnh Mai | 1968 | Còn sống | Đạo diễn             | Sân khấu             |         |                 |
| 62 | Lê Văn Quý           | Xuân Quý        |      |          | Nghệ sĩ              | Tuồng                |         | [ 487 ]         |
| 63 | Nguyễn Văn Dương     | Ánh Dương       |      |          | Nghệ sĩ              |                      |         |                 |
| 64 | Trần Văn Nhượng      | Trần Nhượng     | 1952 | Còn sống | Nghệ sĩ              | Kịch nói             |         |                 |
| 65 | Trần Tuấn Hải        |                 | 1956 | Còn sống | Nghệ sĩ              | Kịch nói             |         |                 |
| 66 | Vương Tất Lợi        |                 |      |          | Họa sĩ               | Múa rối              |         |                 |
| 67 | Nguyễn Xuân Vũ       |                 | 1957 | Còn sống | Nghệ sĩ              |                      |         | [ 488 ] [ 489 ] |
| 68 | Phạm Anh Tú          | Anh Tú          | 1962 | 2018     | Nghệ sĩ              | Kịch nói             |         |                 |
| 69 | Nguyễn Hữu Nghĩa     | Ngân Vương      | 1958 | Còn sống | Nghệ sĩ              | Cải lương            |         | [ 490 ]         |
| 70 | Đặng Thu Dung        |                 |      |          | Nghệ sĩ              | Múa rối              |         |                 |
| 71 | Tạ Duy Ánh           |                 |      |          | Đạo diễn             | Xiếc                 |         |                 |
| 72 | Hồ Thị Kim Quý       |                 | 1948 | Còn sống | Nghệ sĩ              | Kịch nói             |         | [ 491 ]         |
| 73 | Nguyễn Thị Tâm       | Thanh Tâm       | 1967 | Còn sống | Nghệ sĩ              | Chèo                 |         |                 |
| 74 | Lê Thị Thu Vân       | Thảo Vân        |      |          | Nghệ sĩ              |                      |         |                 |
| 75 | Phạm Văn Mởn         | Văn Mởn         | 1943 | Còn sống | Nghệ sĩ              | Chèo                 |         | [ 488 ]         |
| 76 | Phan Hổ              | Phan Thanh Phúc |      |          | Đạo diễn             |                      |         |                 |
| 77 | Nguyễn Thị Kim Liên  |                 | 1942 | Còn sống | Nghệ sĩ              | Chèo                 |         | [ 492 ]         |
| 78 | Vũ Tiến Mác          |                 | 1960 | Còn sống | Nghệ sĩ              | Cải lương            |         | [ 493 ] [ 494 ] |
| 79 | Nguyễn Thị Lệ Ngọc   |                 | 1960 | Còn sống | Nghệ sĩ              | Kịch nói             |         | [ 495 ]         |
| 80 | Vũ Thị Minh Huệ      |                 | 1946 | Còn sống | Nghệ sĩ              | Chèo                 |         | [ 496 ]         |
| 81 | Đỗ Minh Hằng         |                 |      |          | Nghệ sĩ              | Kịch nói             |         | [ 497 ]         |
| 82 | Ngô Thị Thu Quế      |                 | 1969 | Còn sống | Nghệ sĩ              | Kịch nói             |         | [ 498 ]         |
| 83 | Nguyễn Quốc Trượng   |                 | 1966 | Còn sống | Nghệ sĩ              | Chèo                 |         | [ 499 ]         |
| 84 | Nguyễn Tiến Dũng     |                 | 1972 | Còn sống | Nghệ sĩ              | Múa rối              |         | [ 500 ]         |
| 85 | Nguyễn Mạnh Tường    |                 | 1940 | Còn sống | Nghệ sĩ              | Chèo                 |         | [ 488 ] [ 501 ] |
| 86 | Đào Văn Lê           | Đào Lê          | 1957 | Còn sống | Đạo diễn             | Chèo                 |         |                 |
| 87 | Vũ Thị Vương Hà      |                 | 1967 | Còn sống | Nghệ sĩ              | Chèo                 |         |                 |
| 88 | Hoàng Văn Đạt        | Hoàng Đạt       |      |          | Nhạc công            | Sân khấu             |         |                 |
| 89 | Phan Thị Lộc         | Diễm Lộc        | 1938 | Còn sống | Nghệ sĩ              | Chèo                 |         |                 |
| 90 | Đinh Văn Mạnh        | Mạnh Phóng      | 1941 | Còn sống | Nghệ sĩ              | Chèo                 |         |                 |
| 91 | Nguyễn An Phúc       |                 |      |          | Nghệ sĩ              | Chèo                 |         |                 |
| 92 | Trần Văn Thông       |                 | 1957 | Còn sống | Nghệ sĩ              | Chèo                 |         |                 |
| 93 | Trần Quốc Chiêm      |                 | 1958 | Còn sống | Nghệ sĩ              | Chèo                 |         |                 |
| 94 | Nguyễn Anh Dũng      |                 | 1951 | 2015     | Nghệ sĩ              | Kịch nói             | [ a ]   |                 |
| 95 | Hàn Văn Hải          | Hàn Hải         | 1967 | Còn sống | Nghệ sĩ              | Chèo                 |         |                 |
| 96 | Nguyễn Thị Ngọc Viễn |                 | 1955 | Còn sống | Nghệ sĩ              | Chèo                 |         |                 |
| 97 | Bùi Thanh Trầm       |                 |      |          | Nghệ sĩ              | Chèo                 |         |                 |
| 98 | Đặng Trọng Hữu       | Trọng Hữu       | 1952 | Còn sống | Nghệ sĩ              | Cải lương            |         |                 |

### Phát thanh – truyền hình
| TT  | Tên              | Nghệ danh         | Năm  | Năm      | Hoạt động nghệ thuật | Hoạt động nghệ thuật | Ghi chú | Nguồn           |
| TT  | Tên              | Nghệ danh         | Sinh | Mất      | Vai trò              | Mảng                 | Ghi chú | Nguồn           |
| --- | ---------------- | ----------------- | ---- | -------- | -------------------- | -------------------- | ------- | --------------- |
| 99  | Phạm Thanh Phong |                   | 1959 | Còn sống | Đạo diễn             |                      |         |                 |
| 100 | Trịnh Lê Văn     |                   |      |          | Đạo diễn             |                      |         |                 |
| 101 | Trần Hồng Cẩm    | Trần Cẩm, Cẩm Chi |      |          | Đạo diễn             |                      |         |                 |
| 102 | Trần Thị Tuyết   |                   | 1931 | 2020     | Diễn viên            | Ngâm thơ             |         | [ 502 ] [ 503 ] |

## Đợt 9 (2019)
Ngày 12 tháng 8 năm 2019, Chủ tịch nước Nguyễn Xuân Phúc đã ký quyết định trao tặng danh hiệu nghệ sĩ nhân dân cho 84 nghệ sĩ. Ngày 29 tháng 8 cùng năm, lễ trao tặng được tổ chức tại Nhà hát Lớn Hà Nội.

### Âm nhạc
| TT | Tên                   | Nghệ danh  | Năm  | Năm      | Hoạt động nghệ thuật | Hoạt động nghệ thuật | Ghi chú | Nguồn |
| TT | Tên                   | Nghệ danh  | Sinh | Mất      | Vai trò              | Mảng                 | Ghi chú | Nguồn |
| -- | --------------------- | ---------- | ---- | -------- | -------------------- | -------------------- | ------- | ----- |
| 1  | Nguyễn Xuân Bắc       |            | 1975 | Còn sống | Diễn viên            | Đàn dân tộc          |         |       |
| 2  | Nông Trung Bộ         |            |      |          | Chỉ đạo nghệ thuật   |                      |         |       |
| 3  | Phó Thị Kim Đức       | Kim Đức    | 1931 | Còn sống | Diễn viên            | Hát                  |         |       |
| 4  | Lê Văn Hà             |            | 1935 | Còn sống | Đạo diễn             | Opera                |         |       |
| 5  | Đỗ Mạnh Hà            | Mạnh Hà    | 1943 | Còn sống | Diễn viên            | Hát                  |         |       |
| 6  | Bùi Thanh Hải         |            | 1969 | Còn sống | Chỉ đạo dàn nhạc     |                      |         |       |
| 7  | Đỗ Quốc Hưng          | Quốc Hưng  | 1970 | Còn sống | Diễn viên            | Hát                  |         |       |
| 8  | Cao Hữu Nhạc          |            | 1957 | Còn sống | Chỉ đạo nghệ thuật   |                      |         |       |
| 9  | Tô Lan Phương         |            | 1948 | Còn sống | Diễn viên            | Hát                  |         |       |
| 10 | Nguyễn Thị Huyền Phin | Huyền Phin | 1964 | Còn sống | Diễn viên            | Hát                  |         |       |
| 11 | Phạm Quang Huy        | Quang Huy  | 1950 | Còn sống | Diễn viên            | Hát                  |         |       |
| 12 | Phan Hợp Muôn         | Phan Muôn  | 1955 | Còn sống | Diễn viên            | Hát                  |         |       |
| 13 | Nguyễn Châu Sơn       |            | 1951 | Còn sống | Diễn viên nhạc       | Violon               |         |       |
| 14 | Rơ Chăm Phiang        |            | 1960 | Còn sống | Diễn viên            | Hát                  |         |       |
| 15 | Tạ Minh Tâm           |            | 1960 | Còn sống | Diễn viên            | Hát                  |         |       |
| 16 | Triệu Thủy Tiên       |            |      |          | Diễn viên            | Hát                  |         |       |
| 17 | Doãn Hùng Tiến        | Doãn Tiến  | 1951 | Còn sống | Chỉ đạo dàn nhạc     |                      |         |       |
| 18 | Lương Hùng Việt       |            | 1971 | Còn sống | Diễn viên nhạc       | Sáo dân tộc          |         |       |

### Điện ảnh
| TT | Tên               | Nghệ danh    | Năm  | Năm      | Hoạt động nghệ thuật     | Hoạt động nghệ thuật | Ghi chú | Nguồn           |
| TT | Tên               | Nghệ danh    | Sinh | Mất      | Vai trò                  | Mảng                 | Ghi chú | Nguồn           |
| -- | ----------------- | ------------ | ---- | -------- | ------------------------ | -------------------- | ------- | --------------- |
| 19 | Trần Mạnh Cường   | Mạnh Cường   | 1960 | Còn sống | Diễn viên                | Điện ảnh             |         | [ 507 ]         |
| 20 | Phạm Ngọc Tuấn    |              |      |          | Đạo diễn                 | Phim hoạt hình       |         |                 |
| 21 | Đường Tuấn Ba     |              | 1927 | 2020     | Quay phim                | Phim truyện          |         | [ 508 ] [ 509 ] |
| 22 | Nguyễn Thuỵ Vân   | Thùy Vân     | 1940 | 2023     | Diễn viên                | Điện ảnh             |         | [ 510 ] [ 511 ] |
| 23 | Đỗ Thị Đức        | Minh Đức     | 1943 | Còn sống | Diễn viên                | Điện ảnh             |         | [ 512 ]         |
| 24 | Đỗ Phương Toàn    | Đoàn Quốc    | 1943 | Còn sống | Quay phim                | Phim tài liệu        |         | [ 513 ]         |
| 25 | Nguyễn Văn Nẫm    | Lê Mai Phong | 1944 | Còn sống | Quay phim                | Phim tài liệu        |         | [ 514 ] [ 515 ] |
| 26 | Vũ Quốc Tuấn      |              | 1962 | Còn sống | Quay phim                | Phim tài liệu        |         |                 |
| 27 | Nguyễn Dân Nam    |              |      | Còn sống | Hoạ sĩ thiết kế mỹ thuật | Phim truyện          |         |                 |
| 28 | Châu Thị Kim Xuân | Kim Xuân     | 1956 | Còn sống | Diễn viên                | Điện ảnh             |         | [ 516 ] [ 517 ] |

### Múa
| TT | Tên               | Nghệ danh | Năm  | Năm      | Hoạt động nghệ thuật | Hoạt động nghệ thuật | Ghi chú | Nguồn |
| TT | Tên               | Nghệ danh | Sinh | Mất      | Vai trò              | Mảng                 | Ghi chú | Nguồn |
| -- | ----------------- | --------- | ---- | -------- | -------------------- | -------------------- | ------- | ----- |
| 29 | Nguyễn Hồng Phong |           | 1974 | Còn sống | Biên đạo             | Múa                  |         |       |
| 30 | Trần Thị Thu Vân  | Thu Vân   | 1962 | Còn sống | Biên đạo             | Múa                  |         |       |

### Phát thanh – truyền hình
| TT | Tên                | Nghệ danh   | Năm  | Năm      | Hoạt động nghệ thuật | Hoạt động nghệ thuật    | Ghi chú | Nguồn |
| TT | Tên                | Nghệ danh   | Sinh | Mất      | Vai trò              | Mảng                    | Ghi chú | Nguồn |
| -- | ------------------ | ----------- | ---- | -------- | -------------------- | ----------------------- | ------- | ----- |
| 31 | Nguyễn Trọng Trinh | Trọng Trinh | 1957 | Còn sống | Đạo diễn             | Điện ảnh                |         |       |
| 32 | Nguyễn Hoàng Lâm   |             | 1974 | Còn sống | Đạo diễn             | Phim tài liệu, khoa học |         |       |
| 33 | Lê Thị Bằng Hương  | Việt Hương  | 1966 | Còn sống | Đạo diễn             | Phim tài liệu           |         |       |
| 34 | Huỳnh Văn Hùng     | Huỳnh Hùng  | 1960 | Còn sống | Đạo diễn             | Phim tài liệu           |         |       |

### Sân khấu
| TT | Tên                   | Nghệ danh   | Năm  | Năm      | Hoạt động nghệ thuật | Hoạt động nghệ thuật | Ghi chú | Nguồn |
| TT | Tên                   | Nghệ danh   | Sinh | Mất      | Vai trò              | Mảng                 | Ghi chú | Nguồn |
| -- | --------------------- | ----------- | ---- | -------- | -------------------- | -------------------- | ------- | ----- |
| 35 | Đào Văn Trung         |             | 1968 | Còn sống | Nhạc công            | Cải lương            |         |       |
| 36 | Nguyễn Xuân Vĩnh      |             |      | Còn sống | Chỉ đạo nghệ thuật   | Cải lương            |         |       |
| 37 | Triệu Trung Kiên      |             | 1971 | Còn sống | Đạo diễn             | Cải lương            |         |       |
| 38 | Trần Thị Thanh Vy     | Thanh Vy    | 1947 | Còn sống | Nghệ sĩ              | Cải lương            |         |       |
| 39 | Nguyễn Thị Ngọc Hoa   | Thoại Miêu  | 1953 | Còn sống | Nghệ sĩ              | Cải lương            |         |       |
| 40 | Trần Văn Giỏi         | Văn Giỏi    | 1947 | Còn sống | Nhạc công            | Cải lương            |         |       |
| 41 | Phạm Hoàng Nam        | Thanh Nam   | 1958 | Còn sống | Nghệ sĩ              | Cải lương            |         |       |
| 42 | Nguyễn Văn Vưng       | Minh Vương  | 1950 | Còn sống | Nghệ sĩ              | Cải lương            |         |       |
| 43 | Nguyễn Thanh Liêm     | Thanh Tuấn  | 1948 | Còn sống | Nghệ sĩ              | Cải lương            |         |       |
| 44 | Nguyễn Thị Ngà        | Thanh Ngân  | 1972 | Còn sống | Nghệ sĩ              | Cải lương            |         |       |
| 45 | Nguyễn Thị Thúy Hiền  |             | 1946 | Còn sống | Nghệ sĩ              | Chèo                 |         |       |
| 46 | Đoàn Thanh Bình       |             | 1954 | Còn sống | Nghệ sĩ              | Chèo                 |         |       |
| 47 | Nguyễn Thị Bích Ngoan | Thanh Ngoan | 1966 | Còn sống | Nghệ sĩ              | Chèo                 |         |       |
| 48 | Vũ Ngọc Cải           | Vũ Cải      | 1963 | Còn sống | Nghệ sĩ              | Chèo                 |         |       |
| 49 | Phạm Đức Nhân         | Hạnh Nhân   | 1954 | Còn sống | Nghệ sĩ              | Chèo                 |         |       |
| 50 | Nguyễn Thị Minh Thu   | Minh Thu    | 1961 | Còn sống | Nghệ sĩ              | Chèo                 |         |       |
| 51 | Trương Hải Thọ        |             | 1960 | Còn sống | Đạo diễn             | Chèo                 |         |       |
| 52 | Trần Thị Quyền        | Vân Quyền   | 1963 | Còn sống | Nghệ sĩ              | Chèo                 |         |       |
| 53 | Vũ Thúy Ngần          | Thúy Ngần   | 1964 | Còn sống | Nghệ sĩ              | Chèo                 |         |       |
| 54 | Nguyễn Khắc Tư        |             | 1953 | Còn sống | Nghệ sĩ              | Chèo                 |         |       |
| 55 | Nguyễn Thị Thúy Mơ    |             | 1953 | Còn sống | Nghệ sĩ              | Chèo                 |         |       |
| 56 | Trần Minh Tuệ         |             | 1965 | Còn sống | Nghệ sĩ              | Dân ca kịch          |         |       |
| 57 | Phùng Thị Bình        | Thanh Bình  |      | Còn sống | Nghệ sĩ              | Dân ca kịch          |         |       |
| 58 | Nguyễn Công Bẩy       |             | 1965 | Còn sống | Nghệ sĩ              | Kịch nói             |         |       |
| 59 | Nguyễn Thị Hoàng Yến  |             | 1971 | Còn sống | Nghệ sĩ              | Kịch nói             |         |       |
| 60 | Phạm Huy Tầm          |             |      | Còn sống | Nghệ sĩ              | Kịch nói             |         |       |
| 61 | Đồng Thị Thu Hà       | Thu Hà      | 1969 | Còn sống | Nghệ sĩ              | Kịch nói             |         |       |
| 62 | Bùi Trung Anh         | Trung Anh   | 1961 | Còn sống | Nghệ sĩ              | Kịch nói             |         |       |
| 63 | Lê Sơn                |             | 1952 | Còn sống | Họa sĩ               | Kịch nói             |         |       |
| 64 | Nguyễn Thị Thúy Hiền  |             | 1973 | Còn sống | Nghệ sĩ              | Kịch nói             |         |       |
| 65 | Nguyễn Thị Minh Hằng  | Minh Hằng   | 1961 | Còn sống | Nghệ sĩ              | Kịch nói             |         |       |
| 66 | Nguyễn Ngọc Thư       |             | 1965 | Còn sống | Nghệ sĩ              | Kịch nói             |         |       |
| 67 | Nguyễn Công Lý        | Công Lý     | 1973 | Còn sống | Nghệ sĩ              | Kịch nói             |         |       |
| 68 | Nguyễn Văn Hải        | Nguyễn Hải  | 1958 | Còn sống | Nghệ sĩ              | Kịch nói             |         |       |
| 69 | Trịnh Ngọc Thái       |             | 1950 | Còn sống | Nghệ sĩ              | Kịch nói             |         |       |
| 70 | Nguyễn Việt Thắng     |             | 1961 | Còn sống | Nghệ sĩ              | Kịch nói             |         |       |
| 71 | Trần Ngọc Hạnh        | Trần Hạnh   | 1929 | 2021     | Nghệ sĩ              | Kịch nói             |         |       |
| 72 | Trần Minh Ngọc        |             | 1935 | Còn sống | Đạo diễn             | Kịch nói             |         |       |
| 73 | Nguyễn Văn Liêm       | Việt Anh    | 1956 | Còn sống | Nghệ sĩ              | Kịch nói             |         |       |
| 74 | Nguyễn Văn Thủy       |             | 1963 | Còn sống | Nghệ sĩ              | Tuồng                |         |       |
| 75 | Nguyễn Thị Mai Lan    |             | 1941 | Còn sống | Nghệ sĩ              | Tuồng                |         |       |
| 76 | Nguyễn Ngọc Quyền     |             |      | Còn sống | Nghệ sĩ              | Tuồng                |         |       |
| 77 | Lưu Kim Hùng          |             |      | Còn sống | Nghệ sĩ              | Tuồng                |         |       |
| 78 | Tống Toàn Thắng       |             | 1967 | Còn sống | Đạo diễn             | Xiếc                 |         |       |
| 79 | Hoàng Minh Khánh      |             |      |          | Đạo diễn             | Xiếc                 |         |       |

### Truy tặng
| TT | Tên              | Nghệ danh  | Năm  | Năm  | Hoạt động nghệ thuật | Hoạt động nghệ thuật | Ghi chú | Nguồn           |
| TT | Tên              | Nghệ danh  | Sinh | Mất  | Vai trò              | Mảng                 | Ghi chú | Nguồn           |
| -- | ---------------- | ---------- | ---- | ---- | -------------------- | -------------------- | ------- | --------------- |
| 80 | Nguyễn Đăng Toàn |            | 1961 | 2018 | Diễn viên            | Cải lương            |         | [ 518 ]         |
| 81 | Bùi Văn Cường    | Bùi Cường  | 1945 | 2018 | Đạo diễn             | Điện ảnh             |         | [ 518 ]         |
| 82 | Đoàn Anh Tuấn    |            | 1937 | 2018 | Diễn viên            | Đàn bầu              |         | [ 518 ] [ 519 ] |
| 83 | Trần Ngọc Châu   | Giang Châu | 1952 | 2019 | Diễn viên            | Cải lương            |         | [ 518 ]         |
| 84 | Trần Quang Hùng  |            | 1958 | 2019 | Đạo diễn             | Cải lương            |         | [ 518 ]         |

## Đợt 10 (2023)
Ngày 22 tháng 6 năm 2023, Chủ tịch nước Võ Văn Thưởng ký quyết định 724/QĐ-CTN và 725/QĐ-CTN về việc phong tặng nghệ sĩ nhân dân cho 77 nghệ sĩ, truy tặng với 5 cá nhân. Tiếp đó, ngày 28 tháng 11 cùng năm, Chủ tịch nước ký và thông qua Quyết định 1431/QĐ-CTN xét tặng thêm 42 nghệ sĩ. Tổng cả hai đợt xét duyệt, có tất cả 125 nghệ sĩ được trao, truy tặng danh hiệu nghệ sĩ nhân dân đợt 10. Mọi năm, hội đồng cấp nhà nước chỉ nhận 1 đợt hồ sơ xét duyệt và trình Chủ tịch nước phê duyệt; nhưng lần này, Chủ tịch nước Võ Văn Thưởng có 2 lần ký quyết định sau 2 đợt hội đồng cấp nhà nước nhận hồ sơ từ 46 hội đồng các cấp liên quan. Dù ban đầu lễ trao tặng dự kiến tổ chức vào ngày 26 tháng 1 năm 2024, nhưng sau đó hoãn hai lần và tới ngày 6 tháng 3 cùng năm thì mới diễn ra tại Nhà hát Lớn Hà Nội. Thời gian diễn ra lễ xét duyệt cũng chậm hơn so với mọi năm.
Đây là đợt xét tặng có số lượng nghệ sĩ lớn nhất từ trước đến nay; trong đó lĩnh vực sân khấu có nhiều cá nhân được phong tặng nhất với hơn 60 người. Trong đợt này có ca sĩ Phạm Phương Thảo là ca sĩ trẻ nhất nhận danh hiệu nghệ sĩ nhân dân ở tuổi 42, ngoài ra còn có Trịnh Kim Chi là Á hậu đầu tiên được phong tặng danh hiệu này. Bên cạnh đó, nhạc sĩ Chanh Sa Thea cũng trở thành nghệ sĩ nhân dân đầu tiên của tỉnh Sóc Trăng.

### Âm nhạc
| TT | Tên                  | Nghệ danh        | Năm  | Năm      | Hoạt động nghệ thuật | Hoạt động nghệ thuật   | Ghi chú | Nguồn           |
| TT | Tên                  | Nghệ danh        | Sinh | Mất      | Vai trò              | Mảng                   | Ghi chú | Nguồn           |
| -- | -------------------- | ---------------- | ---- | -------- | -------------------- | ---------------------- | ------- | --------------- |
| 1  | Nguyễn Huỳnh Tú      |                  | 1960 | Còn sống | Đạo diễn             | Hát                    |         | [ 528 ]         |
| 2  | Nguyễn Thị Thấy      | Nguyễn Thuỳ Linh | 1972 | Còn sống | Diễn viên            | Hát                    |         | [ 529 ]         |
| 3  | Nguyễn Thị Hoà       | Khánh Hoà        |      | Còn sống | Diễn viên            | Hát                    |         | [ 530 ]         |
| 4  | Hoàng Thanh Bình     |                  |      | Còn sống | Diễn viên            | Hát                    |         | [ 531 ]         |
| 5  | Trần Văn Khang       | Ngọc Khang       |      | Còn sống | Diễn viên            | Hát                    |         |                 |
| 6  | Phạm Thị Trà My      |                  | 1973 | Còn sống | Nghệ sĩ              | Đàn tranh              |         |                 |
| 7  | Nguyễn Thị Hoa Đăng  |                  |      | Còn sống | Nghệ sĩ              | Đàn t'rưng             |         |                 |
| 8  | Ngô Tuyết Mai        |                  |      | Còn sống | Nghệ sĩ              | Đàn dân tộc            |         |                 |
| 9  | Đỗ Trường An         | Đỗ An            |      | Còn sống | Nhạc sĩ              |                        |         |                 |
| 10 | Trịnh Mạnh Tấu       | Trịnh Mạnh Hùng  | 1950 | Còn sống | Nhạc sĩ              |                        |         |                 |
| 11 | Đỗ Đức Long          |                  | 1960 | Còn sống | Diễn viên            | Hát                    |         |                 |
| 12 | Nguyễn Thanh Đính    |                  | 1937 | Còn sống | Diễn viên            | Hát                    |         |                 |
| 13 | Đồng Thị Tuyết Thanh | Tuyết Thanh      | 1942 | Còn sống | Ca sĩ                |                        |         |                 |
| 14 | Dương Minh Đức       |                  | 1949 | Còn sống | Diễn viên            | Hát                    |         |                 |
| 15 | Đồng Văn Minh        | Đồng Minh        | 1952 | Còn sống | Diễn viên            | Hát                    |         |                 |
| 16 | Ma Thị Bích Việt     | Bích Việt        | 1954 | Còn sống | Diễn viên            | Hát                    |         |                 |
| 17 | Lại Thế Hiển         | Thế Hiển         | 1955 | Còn sống | Ca, Nhạc sĩ          |                        |         |                 |
| 18 | Nguyễn Thị Hà Vy     | Hà Vy            | 1956 | Còn sống | Diễn viên            | Hát                    |         |                 |
| 19 | Đỗ Đức Liên          | Đức Liên         | 1956 | Còn sống | Nghệ sĩ              | Sáo                    |         |                 |
| 20 | Lê Thị Hồng Năm      | Hồng Năm         | 1957 | Còn sống | Diễn viên            | Hát                    |         |                 |
| 21 | Hà Thị Thuỷ          | Hà Thuỷ          | 1960 | Còn sống | Diễn viên            | Hát                    |         |                 |
| 22 | Bùi Công Duy         |                  | 1981 | Còn sống | Nghệ sĩ              | Vĩ cầm                 |         |                 |
| 23 | Hồ Văn Thành         |                  |      | Còn sống | Chỉ huy dàn nhạc     |                        |         |                 |
| 24 | Nguyễn Ngọc Khánh    | Khánh Kèn        |      | Còn sống | Nghệ sĩ              | Kèn bầu                |         |                 |
| 25 | Hoàng Xuân Bình      |                  |      | Còn sống | Diễn viên            | Nhạc                   |         |                 |
| 26 | Trần Thị Hồng Hải    | Hồng Hải         |      | Còn sống | Diễn viên            | Nhạc                   |         | [ 532 ] [ 533 ] |
| 27 | Huỳnh Tấn Minh       | Tấn Minh         | 1972 | Còn sống | Ca sĩ                | Nhạc Pop               |         |                 |
| 28 | Bùi Thị Thuận        | Nhật Thuận       | 1976 | Còn sống | Ca sĩ                |                        |         |                 |
| 29 | Nguyễn Trường Giang  |                  |      | Còn sống | Diễn viên            | Nhạc                   |         |                 |
| 30 | Dương Thị Kim Ngân   |                  |      | Còn sống | Nhạc trưởng          |                        |         |                 |
| 31 | Nguyễn Thị Bích Hạnh | Nguyễn Hồng Hạnh | 1979 | Còn sống | Ca sĩ                |                        |         | [ 534 ]         |
| 32 | Sơn Lương            | Chanh Sa Thea    | 1959 | 2024     | Nhạc công            |                        |         | [ 523 ] [ 527 ] |
| 33 | Cồ Huy Hùng          |                  | 1974 | Còn sống | Diễn viên            | Nhạc                   |         |                 |
| 34 | Trần Thị Hương       | Diệu Hương       | 1974 | Còn sống | Nghệ sĩ              | Ca Huế                 |         |                 |
| 35 | Đoàn Thanh Lam       | Thanh Lam        | 1969 | Còn sống | Ca sĩ                |                        |         |                 |
| 36 | Trần Mai Phương      | Mai Hoa          | 1975 | Còn sống | Ca sĩ                | Nhạc tiền chiến        |         |                 |
| 37 | Phạm Thị Thảo        | Phương Thảo      | 1982 | Còn sống | Ca sĩ                |                        |         |                 |
| 38 | Nguyễn Thanh Vinh    | Thanh Vinh       | 1953 | Còn sống | Ca sĩ                |                        |         |                 |
| 39 | Phạm Thị Tố Uyên     | Tố Uyên          | 1963 | Còn sống | Ca sĩ                | Nhạc đỏ, Nhạc trữ tình |         |                 |
| 40 | Nguyễn Quốc Hùng     |                  |      | Còn sống | Diễn viên            | Nhạc                   |         |                 |

### Điện ảnh
| TT | Tên              | Nghệ danh  | Năm  | Năm      | Hoạt động nghệ thuật | Hoạt động nghệ thuật | Ghi chú | Nguồn |
| TT | Tên              | Nghệ danh  | Sinh | Mất      | Vai trò              | Mảng                 | Ghi chú | Nguồn |
| -- | ---------------- | ---------- | ---- | -------- | -------------------- | -------------------- | ------- | ----- |
| 41 | Khương Đức Thuận |            | 1958 | Còn sống | Đạo diễn, Diễn viên  | Điện ảnh             |         |       |
| 42 | Đàm Thị Loan     | Đàm Loan   |      | Còn sống | Diễn viên            |                      |         |       |
| 43 | Lê Ngọc Huyền    | Ngọc Huyền |      | Còn sống | Diễn viên            |                      |         |       |
| 44 | Lê Hồng Thụy     | Lê Thụy    | 1959 | Còn sống | Đạo diễn             | Phim tài liệu        |         |       |
| 45 | Trần Lực         |            | 1963 | Còn sống | Đạo diễn             | Điện ảnh             |         |       |
| 46 | Lê Đức Trung     |            | 1939 | Còn sống | Diễn viên            | Phim truyện          |         |       |

### Múa
| TT | Tên           | Nghệ danh | Năm  | Năm      | Hoạt động nghệ thuật | Hoạt động nghệ thuật | Ghi chú | Nguồn |
| TT | Tên           | Nghệ danh | Sinh | Mất      | Vai trò              | Mảng                 | Ghi chú | Nguồn |
| -- | ------------- | --------- | ---- | -------- | -------------------- | -------------------- | ------- | ----- |
| 47 | Đỗ Văn Hiền   | Đỗ Hiền   | 1979 | Còn sống | Biên đạo             | Múa                  |         |       |
| 48 | Bùi Xuân Hanh | Xuân Hanh | 1941 | Còn sống | Diễn viên, Biên đạo  | Múa                  |         |       |

### Phát thanh – truyền hình
| TT | Tên             | Nghệ danh | Năm  | Năm      | Hoạt động nghệ thuật | Hoạt động nghệ thuật | Ghi chú | Nguồn |  |
| TT | Tên             | Nghệ danh | Sinh | Mất      | Vai trò              | Mảng                 | Ghi chú | Nguồn |  |
| -- | --------------- | --------- | ---- | -------- | -------------------- | -------------------- | ------- | ----- |  |
| 49 | Vũ Thị Kim Dung |           | 1945 | Còn sống | Diễn viên            | Ngâm thơ             |         |       |  |

### Truy tặng
| TT | Tên              | Nghệ danh     | Năm  | Năm  | Hoạt động nghệ thuật | Hoạt động nghệ thuật | Ghi chú | Nguồn           |
| TT | Tên              | Nghệ danh     | Sinh | Mất  | Vai trò              | Mảng                 | Ghi chú | Nguồn           |
| -- | ---------------- | ------------- | ---- | ---- | -------------------- | -------------------- | ------- | --------------- |
| 1  | Lê Gia Hội       |               | 1940 | 2022 | Nghệ sĩ              | Opera                |         | [ 523 ]         |
| 2  | Hồ Quảng         |               | 1929 | 2022 | Đạo diễn             | Phim hoạt hình       |         | [ 523 ]         |
| 3  | Bùi Thị Huệ      | Thanh Kim Huệ | 1954 | 2021 | Nghệ sĩ              | Cải lương            |         | [ 523 ]         |
| 4  | Võ Thị Tuyết Mai |               | 1960 | 2022 | Nghệ sĩ              | Tuồng                |         | [ 523 ] [ 535 ] |
| 5  | Lê Trí Tưởng     |               | 1956 | 2021 | Nghệ sĩ              | Xiếc                 |         | [ 523 ]         |

## Đặc cách
- Y Moan - ca sĩ (2010)[2]

### Ngoại văn
- Nguyen, Martina Thucnhi (ngày 31 tháng 12 năm 2020). On Our Own Strength: The Self-Reliant Literary Group and Cosmopolitan Nationalism in Late Colonial Vietnam (bằng tiếng Anh). University of Hawaii Press. ISBN 978-0-8248-8673-8.
- Schippers, Huib; Grant, Catherine (ngày 3 tháng 10 năm 2016). Sustainable Futures for Music Cultures: An Ecological Perspective (bằng tiếng Anh). Oxford University Press. ISBN 978-0-19-025909-9.
- McMahon, Kathryn (ngày 29 tháng 11 năm 2002). "The works of Dang Nhat Minh" [Tác phẩm của Đặng Nhật Minh]. Trong Sarker, Sonita; De, Esha Niyogi (biên tập). Trans-Status Subjects: Gender in the Globalization of South and Southeast Asia [Giới trong toàn cầu hóa ở Nam và Đông Nam Á] (bằng tiếng Anh). Nhà xuất bản đại học Duke. tr. 108–125. ISBN 9780822329923.
- Hixson, Walter L. (2000). Historical Memory and Representations of the Vietnam War [Ký ức lịch sử và nhưng miêu tả về Chiến tranh Việt Nam] (bằng tiếng Anh). Taylor & Francis. ISBN 9780815335368.

### Từ điển
- Từ điển bách khoa Việt Nam
  - Hội đồng quốc gia chỉ đạo biên soạn từ điển bách khoa Việt Nam (1995). Từ điển bách khoa Việt Nam: A-Đ (Tập 1). Từ điển bách khoa Việt Nam. Nhà xuất bản Từ điển Bách khoa. OCLC 1083191751.
  - Hội đồng quốc gia chỉ đạo biên soạn từ điển bách khoa Việt Nam (2002). Từ điển bách khoa Việt Nam: E-M (Tập 2). Từ điển bách khoa Việt Nam. Nhà xuất bản Từ điển Bách khoa. OCLC 835279161.
  - Hội đồng quốc gia chỉ đạo biên soạn từ điển bách khoa Việt Nam (2003). Từ điển bách khoa Việt Nam: N-S (Tập 3). Từ điển bách khoa Việt Nam. Nhà xuất bản Từ điển Bách khoa. OCLC 951286519.
  - Hội đồng quốc gia chỉ đạo biên soạn từ điển bách khoa Việt Nam (2005). Từ điển bách khoa Việt Nam: T-Z (Tập 4). Từ điển bách khoa Việt Nam. Nhà xuất bản Từ điển Bách khoa. OCLC 255671184.
- Từ điển Bách khoa Quân sự Việt Nam
  - Bộ Quốc phòng (1996). Từ điển bách khoa quân sự Việt Nam. Hà Nội: Nhà xuất bản Quân đội nhân dân. OCLC 38601957.
  - Bộ Quốc phòng (2004). Từ điển bách khoa quân sự Việt Nam. Hà Nội: Nhà xuất bản Quân đội nhân dân. OCLC 777923495.
- Nguyễn Lộc (1998). Từ điển nghệ thuật hát bội Việt Nam. Hà Nội: Nhà xuất bản Khoa học xã hội. OCLC 45618529.
- Nguyễn Q. Thắng (1999). Từ điển tác gia văn hóa Việt Nam. Hà Nội: Nhà xuất bản Văn hóa Thông tin. OCLC 833827124.

### Theo tổ chức
- Bộ Văn hóa Thông tin (1995). 50 năm ngành văn hóa và thông tin Việt Nam, 28-8-1945--28-8-1995. Hà Nội: Bộ Văn hóa Thông tin. OCLC 221819661.
- Hội điện ảnh Hà Nội (2000). Nhà điện ảnh Hà Nội. Hà Nội: Hội liên hiệp văn học nghệ thuật Hà Nội. OCLC 605255501.
- Hội Nhà văn Việt Nam (1997). Nhà văn Việt Nam hiện đại. Hà Nội: Nhà xuất bản Hội Nhà văn. OCLC 42413287.
- Hội Nhạc sĩ Việt Nam (1997). Nhạc sĩ Việt Nam hiện đại. Hà Nội: Hội Nhạc sĩ Việt Nam. tr. 372. OCLC 45066105.
- Ủy ban toàn quốc liên hiệp các hội văn học nghệ thuật Việt Nam (1998). 50 năm liên hiệp các hội văn học nghệ thuật Việt Nam, 1948-1998. Hà Nội: Nhà xuất bản Hội nhà văn. OCLC 42736863.
- Viện Lịch sử Quân sự Việt Nam (1995). Nguyễn Quốc Dũng (biên tập). 50 năm Quân đội nhân dân Việt Nam: biên niên sự kiện. Hà Nội: Nhà xuất bản Quân đội nhân dân. OCLC 1122545493.
- Viện Lịch sử Quân sự Việt Nam (1999). 55 năm Quân đội nhân dân Việt Nam: biên niên sự kiện. Hà Nội: Nhà xuất bản Quân đội nhân dân. OCLC 606507145.
- Viện nghệ thuật và lưu trữ điện ảnh (1994). Diễn viên điện ảnh Việt Nam. Hà Nội: Nhà xuất bản Văn hóa Thông tin. OCLC 33133770.
- Phạm Tú Hương (2007). Âm nhạc Việt Nam Tác giả - tác phẩm (tập IV). Hà Nội: Viện Âm nhạc Việt Nam. OCLC 1223293284. Bản gốc lưu trữ ngày 14 tháng 8 năm 2022. Truy cập ngày 11 tháng 8 năm 2022.
- Đàm Quốc Cường (2011). Từ điện ảnh thơ đến tiểu thuyết - Đạo diễn điện ảnh - NSND Nguyễn Văn Thông. Hà Nội: Nhà xuất bản Văn hóa – Thông tin.
- Lê Ngọc Minh (2001). "Đạo diễn Thanh An - nghệ sĩ trưởng thành từ chiến sĩ". Trong Trần Luân Kim; Lê Đình Phương; và đồng nghiệp (biên tập). Nghệ sĩ phim tài liệu Việt Nam. Trung tâm Nghiên cứu Nghệ thuật và Lưu trữ Điện ảnh Việt Nam tại Thành phố Hồ Chí Minh. OCLC 303712662.

### Khác
- Cát Điền (1994). Tài hoa và tâm huyết. Hà Nội: Nhà xuất bản Sân khấu. OCLC 1086378508.
- Doãn Châu (2007). Nhà hát kịch Việt Nam: 55 năm nhìn lại. Hà Nội: Nhà xuất bản Sân khấu. OCLC 277171091.
- Đỗ Dũng (2003). Sân khấu cải lương Nam bộ, 1918-2000. Thành phố Hồ Chí Minh: Nhà xuất bản Trẻ. OCLC 62272171.
- Đỗ Văn Trụ; Phạm Vũ Dũng (2003). Niên giám danh hiệu nghệ sĩ nhân dân và nghệ sĩ ưu tú. Hà Nội: Bộ Văn hóa và Thông tin. OCLC 762193446.
- Hoàng Như Mai; Trần Hữu Tá (2004). Hoàng Như Mai: tuyển tập. Hà Nội: Nhà xuất bản Giáo dục. OCLC 608485000.
- Lê Phương Chi (2001). Tâm tình văn nghệ sĩ. Hà Nội: Nhà xuất bản Thanh niên. OCLC 52757519.
- Lê Minh (1995). Chân dung nữ văn nghệ sĩ Việt Nam. Hà Nội: Nhà xuất bản Văn hóa thông tin. OCLC 35723506.
- Ngô Phương Lan (1998). Đồng hành với màn ảnh: tiểu luận, phê bình điện ảnh. Hà Nội: Nhà xuất bản Văn hóa thông tin. OCLC 606352645.
- Nguyễn Lộc; Võ Văn Tường (1994). Nghệ thuật Hát bội Việt Nam. Hà Nội: Nhà xuất bản Văn hóa. OCLC 31533894.
- Ngô Mạnh Lân; Ngô Phương Lan; Vũ Quang Chính; Đinh Tiếp; Lại Văn Sinh (2005). Nguyễn Thị Hồng Ngát; và đồng nghiệp (biên tập). Lịch sử điện ảnh Việt Nam, Tập 2. Hà Nội: Cục Điện ảnh Việt Nam. OCLC 53129383.
- Nguyễn Tuấn Triết (2007). Tây Nguyên những chặng đường lịch sử văn hóa. Nhà xuất bản Khoa học xã hội. OCLC 254139800.
- Nguyễn Văn Hải (1998). Ngày này năm xưa. Hà Nội: Nhà xuất bản Lao động. OCLC 694110900.
- Nhiều tác giả (2007). Hành trình nghiên cứu điện ảnh Việt Nam. Hà Nội: Nhà xuất bản Văn hóa thông tin. OCLC 989966481.
- Phan Bích Hà (2003). Hiện thực thứ hai. Nhà xuất bản Văn hóa thông tin. OCLC 62394229.
- Phạm Vĩnh (2002). Tiến sĩ Việt Nam hiện đại, Tập 1. Hà Nội: Nhà xuất bản Văn hóa thông tin. OCLC 951288821.
- Thanh Hương (2001). Hành trang văn hóa. Hà Nội: Nhà xuất bản Văn hóa Thông tin. OCLC 604027400.
- Trương Bỉnh Tòng (1997). Nghệ thuật cải lương: những trang sử. Hà Nội: Viện Sân khấu. OCLC 38061140.
- Văn Lang (1993). Ca Huế và ca kịch Huế. Huế: Nhà xuất bản Thuận Hóa. OCLC 31409266.
- Văn phòng Bộ Văn hóa và Thông tin (2000). Hành trình vào thiên niên kỷ mới. Hà Nội: Bộ Văn hóa và Thông tin. tr. 94. OCLC 645819839.
- Vũ Ngọc Phương; Đỗ Xuân Duy; Phạm Bá Lữ (2004). Nửa thế kỷ học sinh miền Nam trên đất Bắc, 1954-2004. Nhà xuất bản Chính trị quốc gia. OCLC 607724701.
- Hoàng Thanh; Vũ Quang Chính; Ngô Mạnh Lân; Phan Bích Hà (2003). Nguyễn Thị Hồng Ngát; và đồng nghiệp (biên tập). Lịch sử điện ảnh Việt Nam, Tập 1. Hà Nội: Cục Điện ảnh Việt Nam. OCLC 53129383.
- Hội Điện ảnh Hà Nội (2000). Nhà điện ảnh Hà Nội. Hội Liên hiệp Văn học Nghệ thuật Hà Nội. OCLC 47039322. Lưu trữ bản gốc ngày 27 tháng 12 năm 2022. Truy cập ngày 16 tháng 9 năm 2023.
- Bộ Văn hóa – Thông tin (2003). Niên giám danh hiệu Nghệ sĩ nhân dân và Nghệ sĩ ưu tú. Hà Nội: Nhà xuất bản Hà Nội. OCLC 224252852.